# Robert Oppenheimer
Julius Robert Oppenheimer (New York, 1904. április 22. – Princeton, 1967. február 18.) zsidó származású amerikai elméleti fizikus, a Manhattan terv tudományos igazgatójaként jelentős szerepet játszott az első amerikai atombomba kifejlesztésében.
A sajtó az atombomba bevetése és a fegyver létezésnek, valamint fejlesztési történetének nyilvánosságra kerülése után az „Atombomba atyja”-ként kezdte emlegetni. Oroszlánrészt vállalt a Manhattan terv tudományos és technikai részének megszervezésében, az első nukleáris fegyvereket létrehozó kutatási és fejlesztési vállalkozásban.
Német zsidó bevándorlók gyermekeként született 1904-ben, New Yorkban. Édesapja tehetős textilkereskedőként mindkét gyermeke iskoláztatását a szívén viselte, így Oppenheimer 1925-ben kémiából szerzett BSc fokozatú diplomát a Harvard Egyetemen, majd az angliai Cambridge-be ment, ahol azonban nem érezte jól magát és inkább átment a németországi Göttingeni Egyetemre, ahol 1927-ben PhD fokozatot szerzett fizikából.
Más intézményekben végzett kutatások után csatlakozott a kaliforniai Berkeley-i Egyetem fizika tanszékéhez, ahol 1936-ban professzor lett, de párhuzamosan a California Institute of Technology (Caltech) egyetemen is előadott. Jelentős mértékben hozzájárult az elméleti fizikához, beleértve a kvantummechanika és magfizika terén elért eredményeket, mint például a Born–Oppenheimer-közelítés a molekuláris hullámfüggvényekre, az elektronok és pozitronok elmélete, az Oppenheimer–Phillips folyamat a magfúzióban, valamint az alagúthatás első előrejelzésében. Tanítványaival a neutroncsillagok és fekete lyukak elméletéhez, a kvantumtérelmélethez és a kozmikus sugárzás kölcsönhatásához is hozzájárult.
1942-ben Leslie Groves tábornok egy megfelelő tudományos vezetőt keresett a Manhattan tervhez és megtalálva Oppenheimerben az ehhez szükséges kvalitásokat, ki is nevezte igazgatónak a még megalapítandó kutatólaboratóriumba. A labor helyét már Oppenheimer közreműködésével választották ki és az új-mexikói Los Alamos mellett a sivatagban állították fel és így egy tényleges intézmény vezetője lett. A laborban 1943-45 között kifejlesztették a világ első működőképes nukleáris fegyverét, megelőzve a náci német atomfegyver-programot. Vezetése és tudományos szakértelme nagyban hozzájárult a projekt sikeréhez. 1945. július 16-án ő vezette a Trinity atombombatesztjének lebonyolítását, amelyben egy kísérleti példánnyal – „A Kütyüvel” – végeztek sikeres atomrobbantást, amelynek sikere nyomán Harry Truman elnök bejelenthette a Szövetséges hatalmak vezetőinek, hogy az USA rendelkezik egy félelmetes erejű fegyverrel, amelyet kész bevetni Japán ellen, majd a Potsdami nyilatkozatban – igaz a fegyver említése nélkül– ezzel meg is fenyegették Japánt. 1945 augusztusában a fegyvereket Japán ellen be is vetették Hirosima és Nagaszaki bombázása során. Máig is összesen ez a két nukleáris fegyverhasználat történt fegyveres konfliktusban.
1947-ben Oppenheimer a Princetonban, New Jersey államban működő Institute for Advanced Study igazgatói megbízását vállalta el, majd az újonnan létrehozott USA Atomenergia Bizottságában az Általános Tanácsadó Bizottság elnöke lett. Emellett számos tudományos és politikai szervezetben vállalt vezető szerepet és ebbéli minőségében az atomenergia nemzetközi ellenőrzéséért lobbizott, hogy megakadályozza a nukleáris fegyverek elterjedését és a nukleáris fegyverkezési versenyt a Szovjetunióval. Ellenezte a hidrogénbomba kifejlesztését, ezért egyes kormányzati és katonai vezetők haragját váltotta ki.
A mccarthyzmus és a republikánusokhoz kerülő elnöki hatalom évei alatt 1954-ben a hidrogénbombához való álláspontja, valamint az USA Kommunista Pártjához köthető, főként háború előtti kapcsolatai miatt egy meghallgatásra citálták, amelynek eredményeképpen elvették azon biztonsági minősítését, amellyel atomtitkokhoz férhetett hozzá, ezzel mind a politikai, mind a tudományos élet partvonalára szorult, amellyel lényegében nyilvánosan megalázták. Csaknem egy évtized után, 1963-ban az új demokrata elnök John Fitzgerald Kennedy alatt kezdődött el egyfajta rehabilitálási folyamata és az elnök halála után az új elnök, Lyndon B. Johnson az Enrico Fermi-díjjal tüntette ki. Felajánlották neki, hogy jogilag is elindíthatnak egy folyamatot, amellyel visszakerülhet a korábbi megbízatásainak világába, ám ezt visszautasította.
1965-ben, 40 évnyi láncdohányzást és a nukleáris kutatások – különösen a Manhattan terv – során nyilvánvalóan elszenvedett sugárfertőzések miatt gégerákot állapítottak meg nála és néhány sikertelen kezelést követően 1967. február 18-án princetoni házában elhunyt. Hamvait felesége a tengerbe szórta az Amerikai Virgin-szigeteken, St. John-szigeten levő háza előtt.

## Gyermek és ifjúkora

### Iskolái
Robert Oppenheimer egy szekuláris, világi zsidó családba született 1904. április 22-én, Julius Seligmann Oppenheimer és Ella Friedmann elsőszülött fiaként. Apja sikeres és tehetős textilkereskedő volt édesanyja pedig festőművész. A családnak volt még egy gyermeke, Oppenheimer öccse, Frank, aki szintén fizikus lett. Apjuk Poroszországból, Hanauból származott, onnan vándorolt be 1888-ban az Egyesült Államokba tinédzserként a családi legendárium szerint pénz, nyelvtudás és mindenféle képzettség nélkül. Egy textilgyárnál kapott állást, ahol végül vezetői állásba küzdötte fel magát és jelentős vagyonra tett szert (amelyre jellemző, hogy a család 1912-ben egy előkelő Riverside Drive-on levő lakásba költözött, ahol a falakon olyan művészek alkotásai lógtak, mint Pablo Picasso, Édouard Vuillard, vagy Vincent van Gogh.
Oktatása 1911-ben, az Alcuin Előkészítő Iskolában kezdődött, majd onnan átíratkozott az Etikus Kultúra Társadalma Iskolába, amelyet Felix Adler alapított és gyakorlati alapú oktatást kínált, az Etikus Kultúra Mozgalom elvi alapjain, amelynek mottója „Deed before Creed” (Tettek a hitvallás előtt) volt. Édesapja a társaság tagja volt évek óta és a felügyelő alapítvány elnökségében is tag volt. A diák Oppenheimer sokoldalú tehetség volt, érdekelte az angol és a francia irodalom, de különösen az ásványtan. Előrehaladása olyan gyors volt, hogy egy év alatt végezte el a harmadik és negyedik osztályt és átugrotta a nyolcadik osztály egyik félévét is. Utolsó iskolai évében érdeklődése a kémia irányába fordult. Az iskolát 1921-ben végezte el, ám a következő évben egy betegség (vastagbélgyulladás – colitis) döntötte le a lábáról, ezért egy évre kimaradt az iskolából. Gyógyulását Új-Mexikóban töltötte, ahol beleszeretett a lovaglásba és az USA egész dél-nyugati részébe, de egy családi vakáció során a csehországi Jáchymovban (a világ egyik akkor ismert legnagyobb uránlelőhelyén) is több időt töltött..
Tanulmányait a Harvard College-ban folytatta 1922-ben, 18 évesen. Fő tárgyként a kémiát választotta, de a Harvard megkövetelte a történelmi, irodalmi, filozófiai és matematikai stúdiumok felvételét is. Hogy behozza a betegsége miatti egy éves lemaradását, a szokásos négy tantárgy helyett szemeszterenként hatot vett fel. Jelentkezését elfogadta a Fi Béta Kappa társaság és független tanulmányai alapján elfogadták fizikai végzettségét is, amely azt jelentette számára, hogy átugorva az alapképzés végét, máris az emelt szintű képzésbe kezdhetett bele. Ennek során egy Percy Bridgman nevű oktató fizikakurzusa a termodinamikáról elcsábította őt. Oppenheimer summa cum laude eredménnyel végzett 1925-ben BsA végzettséggel, csupán három év után.

### Európai tanulmányai

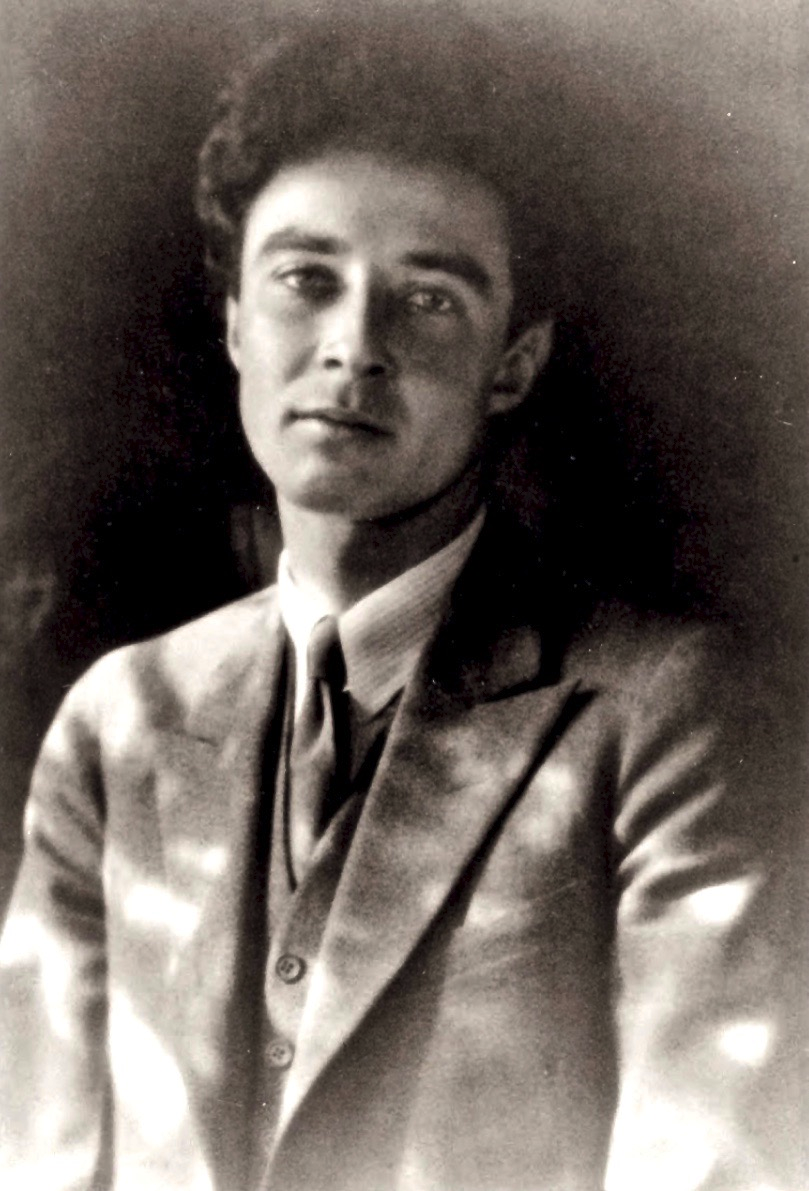
Oppenheimer PhD diákként Göttingenben, 1926-ban

1924-ben jelentkezett és fel is vették az angliai Cambridge-be, a Christ's College-be. Ekkor levelet írt Ernest Rutherfordnak, a Camberidge-i Egyetem Cavendish Laboratóriumának igazgatójának (egyébként pedig a nukleáris fizika egyik úttörőjének), hogy engedélyt kérjen a laborban dolgozni. Ehhez Bridgman ajánlólevelét is mellékelte, amelyben korábbi oktatója azt írta róla, hogy ügyetlensége miatt inkább az elméleti fizika lesz az erőssége, mintsem a kísérleti fizika. Rutherford nem volt meghatódva a jelentkezéstől, ennek ellenére Oppenheimer Cambridge-be ment, ahol a Cavendish egyik professzora, a Nobel-díjas J. J. Thompson elfogadta a jelentkezését azzal a feltétellel, hogy egy alap fizikai laboratóriumi kurzust végez.
Oppenheimer cambridge-i évei nem sikerültek fényesen, nem érezte jól magát és az oktatójával szemben is egy kibékíthetetlen ellentéte alakult ki (egy barátjának írt levelében így fogalmazott: „rossz időket élek meg, a laboratórium rémesen unalmas, és olyan rossz vagyok benne, hogy lehetetlen azt hinnem, hogy bármit is tanulhatok belőle”). A Patrick Blackett-tel – későbbi Nobel-díjassal – szembeni ellentét olyan elmérgesedett volt, hogy Oppenheimer egy alkalommal bevallotta, hogy egy mérgezett almát hagyott Blackett asztalán, amelynek nyomán kis híján kirúgták őt az egyetemről, csak szülei közbenjárására nem történt meg. Mindenesetre az Egyetem feljegyzései között nincs nyoma mérgezéses esetnek, vagy büntetésnek, mindamellett Oppenheimer rendszeres látogatója lett egy pszichiáternek a londoni Harley Streeten.
1926-ban elhagyta Cambridge-et és Németországba a Göttingeni Egyetemre ment át, hogy Max Borntól tanuljon. Göttingen akkoriban az elméleti fizika egyik világszerte elismert központja volt. Göttingenben olyan későbbi nagyságok oldalán tanult, és lettek barátai, mint Werner Heisenberg, Pascual Jordan, Wolfgang Pauli, Paul Dirac, Enrico Fermi vagy Teller Ede. A csoport olyan lelkes volt, hogy néha a vita teljesen elragadta őket. Emiatt egy alkalommal Maria Goeppert-Mayer egy petíciót nyújtott be a tanáruknak, Max Bornnak, hogy bojkottálni fogják a többiek az óráit, ha nem csendesíti le Oppenheimert. Born kinnhagyta az iratot az asztalán úgy, hogy Openheimer olvashassa azt és végül ez hatott anélkül, hogy a tanárnak bármit tennie kellett volna.
Az egyetemen aztán Oppenheimer filozófia doktorátust szerzett 1927 márciusában, 23 évesen, Born keze alatt. A szóbeli vizsgát követően a vizsgáztató James Franck tréfásan azt jegyezte meg: „...még idejében vége lett, már ott kezdtünk tartani, hogy ő kérdez engem...”. Míg Európában tanult, Oppenheimer számos cikket publikált, különös tekintettel a kvantummechanika tárgyára. Ő és Born közzétettek egy híres iratot, amely a Born–Oppenheimer-közelítés címet kapta, amely szétválasztja az atommagbeli mozgásokat az elektronok mozgásától a molekulák matematikai leírásával, megengedve hogy eltekintsünk az atommagi mozgástól, egyszerűsítve a számításokat. A mai napig ez az egyik leghivatkozottabb munkája.

## Munkássága a második világháború előtt

### Tanítás
Oppenheimer 1927 szeptemberében elnyerte az United States National Research Council (Egyesült Államok Nemzeti Kutatási Tanács) tagságát, amellyel a California Institute of Technology (Caltech) egyetemen járt tanári állás. Ugyanakkor Bridgman is szerette volna, ha a Harvardon is tanít, ezért egy kompromisszumos megoldás született: a kapós tudós megosztja a két intézmény között az 1927-28-as tanévre a tagságát, 1927-re a Harvard, 1928-ra a Caltech között. Oppenheimer munkássága a Caltechen indult útjára igazán. Szoros barátságot kötött Linus Pauling kémikussal, a kvantumkémia egyik megalapítójával, akivel elhatározták, hogy közösen kezdik kutatni a kémiai kötéseket, egy olyan területet, ahol Pauling munkássága úttörőnek számított azzal, hogy Oppenheimer adja a matematikai számításokat, míg Pauling értelmezi az eredményeket. A gyümölcsöző együttműködésnek és barátságuknak is akkor szakadt vége, amikor Oppenheimer meghívta Pauling feleségét, Ava Helen Pauling-et egy légyottra Mexikóba. Oppenheimer később a Manhattan terv idején meghívta Paulingot, hogy legyen a Kémiai Részleg vezetője, de Pauling visszautasította, mondván, hogy ő pacifista.
1928-ban rövid szünet következett az oktatási munkában, amikor meglátogatta Paul Ehrenfest intézetét a Leideni Egyetemen, Hollandiában, ahol elbűvölte, hogy flamandul adhatott elő, bár a nyelvben kevés tapasztalata volt. Itt kapta azt a becenevet, hogy „Opje”, amelyet később az angolba a diákjai „Oppie” formában vettek át. Leidenből folytatta az útját Svájcba, a zürichi Eidgenössische Technische Hochschule-ra (ETH – Szövetségi Műszaki Főiskola), hogy Wolfgang Paulival dolgozzon együtt kvantummechanikai és a folyamatos spektrumon végzett kutatásokban. Oppenheimer megkedvelte és tisztelte Paulit és baráti versengésbe szállt annak személyes stílusával, vagy a problémák kritikus megközelítésével.
Amikor visszatért az Egyesült Államokba, elfogadott egy docensi állást a Kaliforniai Egyetemen, Berkeley-ben, ahol Raymond Birge annyira várta őt, hogy felajánlotta hajlandóságát, hogy megosztja vele állását a Caltech-en is.
Mielőtt elfoglalta volna a katedrát a Berkeley-n, egy enyhe lefolyású tuberkulózissal diagnosztizálták, amellyel néhány hetet Új-Mexikóban töltött öccsénél, Franknél, egy rancson, amelyet aztán később ő lízingelt, majd meg is vásárolt. Amikor meghallotta, hogy a rancs lízingelhetővé vált, örömében felkiáltott, „Hot Dog”, később, amikor az övé lett úgy nevezte el a birtokot, hogy Perro Caliente (spanyolul forró kutya, vagyis hot dog). Később mindig azt mondta, hogy az ő két igaz szerelme a fizika és a sivatag. Mikor felépült a TBC-ből, visszatért a Berkeley-re, egyfajta tanácsadó, támogató pozíciót vívott ki magának egy egész fizikusgeneráció körében, akik elismerték őt az intellektuális virtuozitása és a széleskörű érdeklődése okán. Az őt körülvevők két táborra oszlottak megítélése tekintetében: az egyik tábor szerint egy zárkózott, de impresszív géniusz és esztéta volt, míg a másik tábor szerint egy hencegő, de bizonytalan pozőr. A diákjai nagyrészt az előbbi csoportba tartoztak olyannyira, hogy még a járását, vagy beszédét, vagy más modorosságait is utánozták, illetve nagyra értékelték, hogy előszeretettel olvasott mindent azt eredeti nyelven, teljes terjedelmében. Hans Bethe, tudóstársa mondta egyszer róla:
„Valószínű, hogy a remek ízlése volt az a legfontosabb összetevő, amelyet belevitt a tanításba. Mindig tudta, hogy mi a fontos probléma, ahogy az a tantárgyfelvételein is látszik. Valóban együtt élt a problémával, megküzdött a megoldásért és kommunikálta az aggodalmait az őt körülvevőknek. Csúcsidőben nyolc vagy tíz végzett diákja alkotta a csoportját, mellette hat posztdoktorátusú csoporttársal. A csoporttal mindennap találkoztak az irodájában és egyik a másik után beszélték meg a diákok kutatási témáinak problémáit. Minden iránt érdeklődött és ugyanazon a délutánon képes volt értekezni kvantum elektrodinamikai, kozmikus sugárzási, elektronpár keletkezési és magfizikai kérdésekről.”
A Berkeley-n Oppenheimer közeli munkakapcsolatba került a Nobel díjas Ernest Lawrence-szel, illetve annak ciklotron kutatási munkatársaival, segítve őket értelmezni azokat az adatokat, amelyeket a gépük kiadott. 1936-ban a Berkeley a docensi állás helyett egyetemi tanári, professzori állást kínált neki, 3300 dolláros (mai értéken kb. 70 000 dollár) éves fizetéssel. Cserébe azt kérték tőle, hogy rövidítse le a Caltech-en való oktatási periódusát, amelynek nyomán egy kompromisszum született, miszerint a Berkeley elengedi őt minden évben hat hétre, amely egyébként elegendő volt a Calteches elfoglaltságaira is.

### Tudományos munka

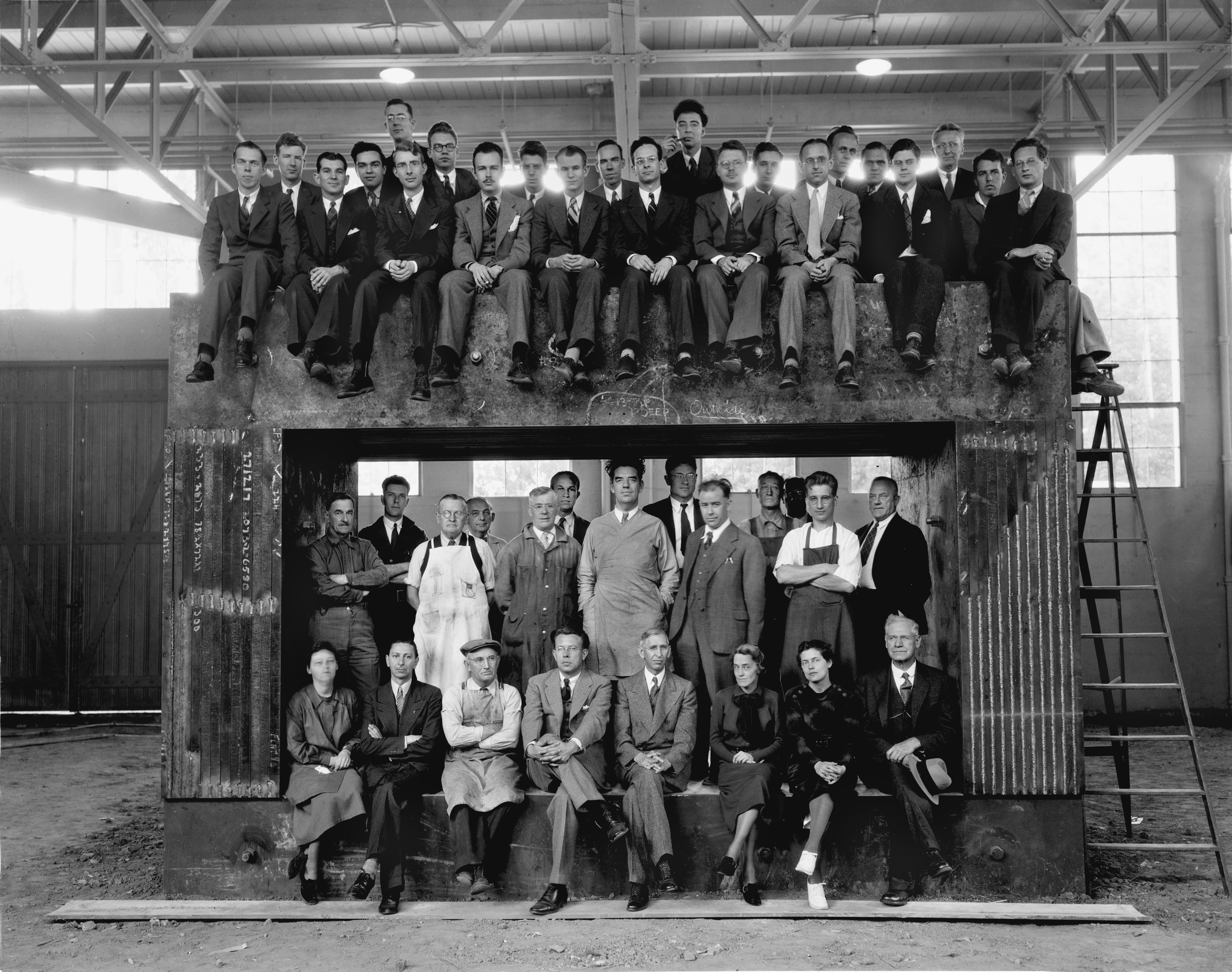
A Berkeley sugárzási Laboratóriumában a személyzet egy csapatfotója a ciklotronnal (Oppenheimer a legfelső sorban a magas figura középtájon)

Oppenheimer jelentős és fontos kutatásokat végzett az elméleti asztrofizika (különösképpen az általános relativitáselmélethez és a magfizikai részéhez kapcsolódóan), a magfizika, a spektroszkópia és a kvantum mező elmélet területén. A matematikafilozófia relativisztikus kvantummechanikai része is felkeltette az érdeklődését, bár kétségbe vonta annak értékét. Munkája megjósolt egy sor későbbi bizonyított tényt, köztük a neutron, mezon és a neutroncsillag létezését.
Kezdetben fő érdeklődési köre a folyamatos színkép volt. Első publikációjában, 1926-ban a molekuláris folyamatok spektruma kvantumelméleti téziseivel foglalkozott. Kidolgozott egy módszert, hogy kalkulációkat lehessen végezni az átmenet-valószínűségekre. Kalkulációkat készített a hidrogén és a röntgensugárzás fényelektromos jelenségére, hozzájutva az elnyelési együtthatókhoz a K-héjon. Számításai megegyeztek a Napon megfigyelt röntgenelnyeléssel, de a hélium esetében téves adatokat mutatott. Csak évekkel később fedezték fel, hogy a Nap nagyrészt hidrogénből áll és a kalkuláció emiatt helyes volt.
További lényeges hozzájárulása volt a kozmikus sugárzás földi légkörben való szóródásának elméletéhez. Ugyancsak dolgozott az elektrosztatikus mező elektronkibocsátásának problémáján. Ez a munka sokban hozzájárult az alagúthatás koncepciójának kidolgozásához. 1931-ben társszerzője volt annak a cikknek, amelyet egyik tanítványával, Harvey Hall-lal írt, „A fotoelektromos hatás relativisztikus elmélete” címmel. Ebben megfigyelési eredményekre támaszkodva helyesen tárgyalták Dirac állítását, hogy a hidrogén atom két energia szintje ugyanazon az energián van. Később az egyik doktorandusz diákja, Willis Lamb ez annak a következménye, amit az hidrogén finomszerkezetének leírásánál Lamb-eltolódásnak nevezünk (két elektronpálya közötti energiaszint anomalisztikus eltérése) és amelyért Lamb 1955-ben Nobel-díjat kapott.
Melba Phillips-szel – az első olyan diákjával, aki a kezei alatt írta doktori disszertációját – együtt írt cikkében Oppenheimer a mesterséges radioaktivitásról írt kalkulációkat, amely a deuteronok bombázása nyomán jön létre. Amikor Ernest Lawrence és Edwin McMillan atommagokat bombázott deuteronokkal, úgy találták, hogy az eredmények közeli egyezést mutatnak George Gamow jóslatával, de amikor nagyobb energiájú atommagokat vonunk be, az eredmények nem egyeznek az elmélettel. 1935-ben aztán Oppenheimer és Phillips kidolgozott egy elméletet – amelyet azóta úgy ismerünk, mint az Oppenheimer–Phillips folyamat –, amely megmagyarázza az eredményeket. Ezt az elméletet a mai napig használják a fizikusok.

Egy Feynman-diagram, amelyen egy elektron és egy pozitron egyesülése egy fotont hoz létre. Kellett hozzá Oppenheimer munkája is

Még 1930-ban megjelentetett egy cikket, amelyben Oppenheimer lényegében megjósolta a pozitron létezését. Ez a cikk azután jelent meg, hogy Dirac egy cikkben tette közzé, hogy az elektron képes akár pozitív töltést, akár negatív energiát felvenni. Dirac cikke közzétett egy egyenletet, amelyet ma Dirac-egyenletként ismerünk, amely egyesítette a kvantummechanikát, a speciális relativitást és az akkoriban új koncepciót, az elektron sajátperdületet, amellyel megmagyarázták a Zeeman-hatást. A kísérleti bizonyítékokra támaszkodva Oppneheimer elvetette azt a feltételezést, hogy a megjósolt pozitív töltésű elektronok inkább protonok lennének. Vitatta, hogy ezeknek ugyanolyan tömegűnek kéne lenni, mint egy elektron, mivel a kísérletek azt mutatták, hogy a protonok sokkal nehezebbek, mint az elektronok. Két év múltán Carl David Anderson felfedezte a pozitront, amiért megkapta az 1936-os fizikai Nobel-díjat.
Az 1930-as évek végén érdeklődni kezdett az asztrofizika iránt, valószínűleg Richard Tolmannal való barátsága okán, amely aztán egy sor tudományos cikket eredményezett. Az első ilyen a „On the Stability of Stellar Neutron Cores (1938)” (A csillagok neutronmagjának stabilitásáról). volt, amelyben Robert Selber társszerzővel Oppenheimerék felvetik a fehér törpe osztályú csillagok létezésének lehetőségét. Ezt követte egy másik cikk, az egyik tanítványával, George Volkoff-fal társszerzőként, „On Massive Neutron Cores” (A masszív neutronmagokról) címmel, amely bemutatta, hogy van egy határ, amelyet ma a Tolman–Oppenheimer–Volkoff határként ismerünk, amelyen túl a neutroncsillagok nem maradnak stabilak és gravitációs összeomláson mennek keresztül. 1939-ben Oppenheimer egy másik diákjával Hartland Snyderrel egy másik cikket is írt, „On Continued Gravitational Contraction” (A folyamatos gravitációs összehúzódásról) címmel, amely megjósolta a jelenséget, amely később fekete lyukként vonult be a tudományba. Később ezek a cikkei lettek a legtöbbször idézett írásai és kulcsszerepet játszottak az asztrofizikai kutatások megújulásában az 1950-es években az USA-ban, amelyet akkor John Wheeler neve fémjelzett.
Oppenheimer cikkei sokszor nehezen értelmezhetőnek számítottak, többször még az olyan elvont témák szintjén is, mint amelyekben szakértőnek számított. Kedvelte az elegáns, de akár extrém módon bonyolult matematikai technikákat, hogy fizikai elméleteket mutasson be általuk, bár sokszor kritizálták érte, hogy matematikai hibákat vétett, legtöbbször általában a sietség miatt. Diákja, az említett Hartland Snyder mondta erről később: „A fizikája jó volt, de a számtana borzasztó”.
A második világháborút követően aztán nagyon megritkultak a cikkei, tudományos munkái. Összesen 5 cikket írt a háború után, abból is egy életrajz volt és 1950 után egyetlen további publikációja sem jelent meg. Egy későbbi munkatársa azt mondta róla, hogy a saját cikkeiben kevés meglátás volt, ám azok brilliánsak voltak, inkább abban volt jó, hogy akivel együtt dolgozott, azt nagyszerűen tudta inspirálni és fantasztikus befolyással volt a társaira.
Többen, köztük leginkább Luis Alvarez fizikus gondolta úgy, hogy ha Oppenheimer elég sokáig él, hogy a fizikában tett jóslatait megfigyelésekkel alátámasszák, talán elnyerte volna a Nobel-díjat a fekete lyukakkal és neutroncsillagokkal kapcsolatos gravitációs összeomlás elméletén végzett munkájáért. Visszatekintve többen ezt tekintik a legkomolyabb hozzájárulásának a fizikához, bár életében ezt a témát nem folytatták tovább a tudósok. Egyszer Abraham Pais fizikus és tudománytörténész megkérdezte Oppenheimert, hogy mit tart a saját legfontosabb tudományos hozzájárulásának és ő az elektronokon és pozitronokon végzett munkáját nevezte meg és nem szólt a gravitációs elméletekről. Oppenheimert élete során négyszer jelölték Nobel-díjra, 1946-ban, 1951-ben, 1955-ben és 1967-ben, de egyszer sem nyerte el azt.

## Manhattan terv

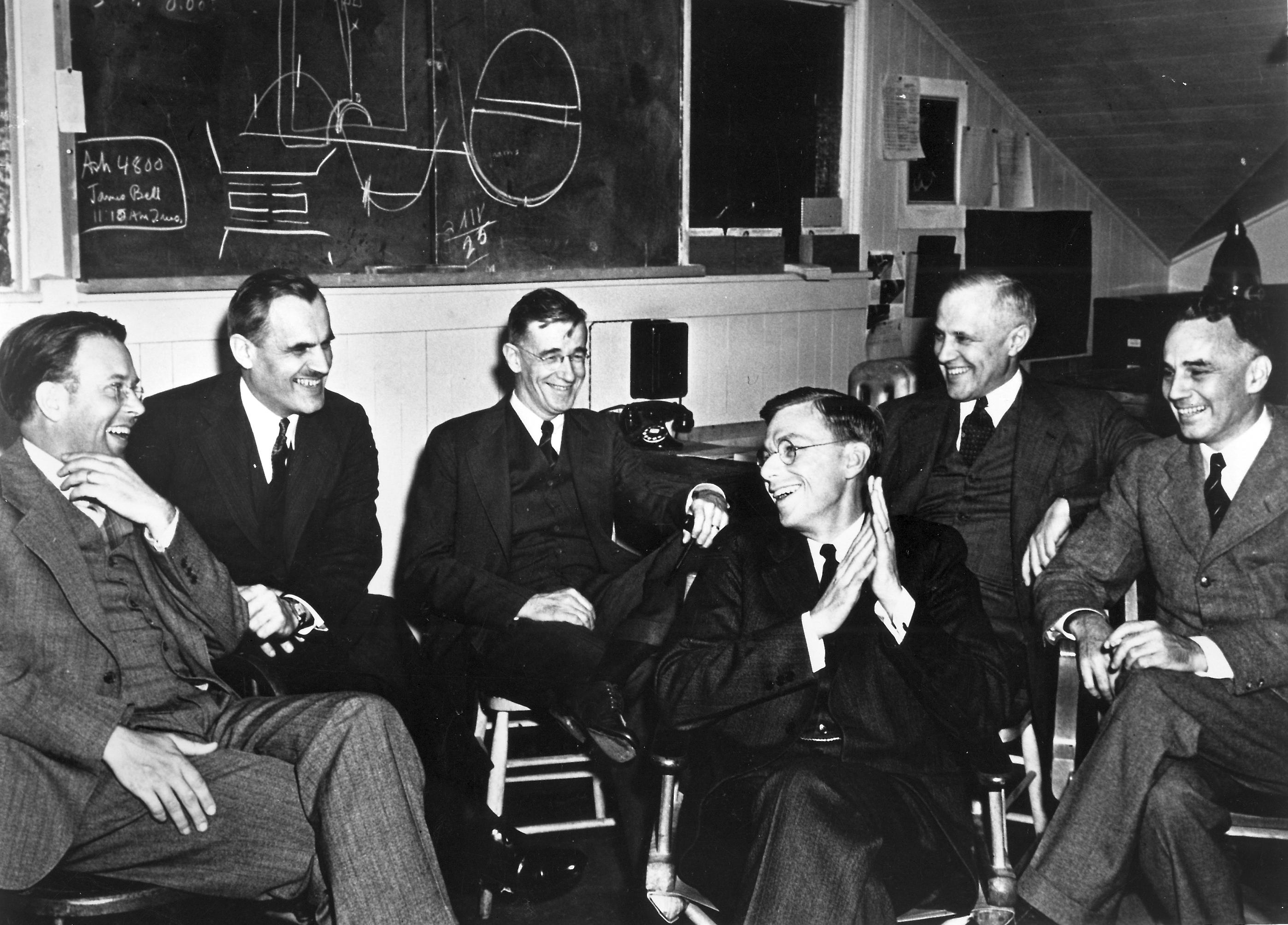
Politikai döntéshozók (Vannevar Bush, James Conant, Alfred Loomis) és tudósok (Ernest Lawrence, Arthir Compton és Karl Compton) 1940-ben, amikor az S–1 bizottság egy nagy ciklotron kivitelezhetőségét tanulmányozta

1938 decemberében német fizikusok, Otto Hahn és Fritz Strassmann tudományos áttörést elérve felfedezték az atommaghasadást, egy olyan nukleáris reakciót, amelynek során egy atom magja két, vagy több kisebb részre szakad, miközben energia szabadul fel. A felfedezést nagyon hamar követte a felismerés, hogy a jelenség energiafelszabadulási részére, mint elméletre a gyakorlatban egy fegyver alapozható, amelynek hatóereje messze, nagyságrendekkel meghaladhatja az ismert fegyverrendszerek rombolóerejét. Amikor a világ számára ismertté vált, hogy a náci Németországban államilag finanszírozott nukleáris kutatások vették kezdetüket, két magyar származású tudós Szilárd Leó és Wigner Jenő figyelmeztetni akarta az amerikai kormányzatot arra, hogy a nácik egy ilyen „csodafegyverre” tehetnek szert. Szilárd Leó meggyőzve Albert Einsteint, hogy társulva hozzájuk támogassa az ügyet, levelet írtak Franklin D. Roosevelt elnöknek, amelyben figyelmeztették egyrészt a jelenség felfedezésére, másrészt arra, hogy Németországban megindult az erre alapuló fegyverfejlesztés és az USA-nak is tennie kell ellene valamit (ez nevezik a történészek ma a Einstein–Szilárd-levélnek). Roosevelt megfogadta a két tudós tanácsát és – igaz szerény keretek között – felállított egy ezzel a témával foglalkozó testületet.
Az USA egyetemein viszonylag előrehaladott nukleáris kutatások zajlottak, majd a politikai szándék miatt a brit szövetségesekkel is adatokat cseréltek. Kiderült, hogy az atommaghasadás elvére épített fegyver lehetősége inkább csak egy erős sejtés, mintsem kézzel fogható lehetőség, ennek bizonyítására még számos elméleti számításra és az elméletek teljes kidolgozására volt szükség. Elméleti oldalról a legnagyobb prioritása a gyors neutron kalkulációnak és az ún. kritikus tömeg meghatározásának volt, amelyre kezdetben Gregory Breit, a Wisconsin–Madison Egyetem professzora került kiválasztásra. Breit azonban hamarosan lemondott a tisztéről és a kutatások elméleti részét felügyelő Arthur Compton Robert Oppenheimerben találta meg a tudóst, akivel helyettesítheti a kutatásokban Breitet. A kutatások az országban szétszórtan, az egyes egyetemeken zajlottak, Oppenheimer fogta össze a beérkező eredményeket és végezte el az azokra épülő, végkövetkeztetést jelentő számításokat. Egy másik komoly probléma volt, hogy le kellett írni a teljes maghasadási folyamat elméleti lefolyását, hogy az ismeretekre támaszkodva megtalálják azokat a pontokat, amelyeket megragadva irányítani képes az ember azt. Oppenheimer és Enrico Fermi volt a kezdeményezője, hogy a legjelentősebb tudományos elmék részvételével egy konferencia sorozaton végezzék ezt el. A konferenciák végére az egybegyűltek kísérletileg igazolták, hogy egy maghasadáson alapuló bomba megvalósítható.
Roosevelt elnök hivatalosan jóval a pearl harbori japán támadás és az USA hadba lépése után, 1942. június 17-én indította el a Manhattan projektet. Előkészítésként a már 1939 óta ilyen-olyan formában működő, az urán felhasználásával maghasadáson alapuló fegyver készítésével foglalkozó bizottság adott az elnöknek egy ajánlást, hogyan valósítható meg az atombomba néven említett eszköz. A javaslatot 1942. június 17-én adták be az elnöki hivatalba, ahonnan „OK, FDR” jegyzettel került vissza és megindult a projekt gyakorlati megvalósítása. A projekt megvalósítása a Hadseregre hárult, amelyhez felállítottak egy parancsnokságot, amely a feladatot ellátta. A katonai parancsnokság első főhadiszállása a new yorki Manhattanben került felállításra. A kor katonai névadási szokásainak megfelelően a a projektet a főparancsnokság főhadiszállásáról nevezték el, így lett az atombomba fejlesztési projektjének neve a Manhattan Projekt. Első parancsnoka James C. Marshall ezredes volt, akit hamar váltott Leslie Groves tábornok. A projektnek szükségszerűen volt egy nem katonai szervezetre szüksége, amelyben tudósok foglalkoznak az addig ismeretlen elvek és technikák összeállításával . Grovesra hárul a feladat, hogy találjon ehhez a feladathoz egy vezetőt, aki segít neki összeállítani a tudóscsapatot, amellyel végül megoldható a feladat. Groves eredeti jelöltjei (a három nagy Egyetemi labor vezetője, ahol a legkomolyabb nukleáris kutatások folytak), így Harold Urey, Ernest Lawrence és Arthur Compton nem volt elérhető, ezért rövid keresés után rátalált Lawrence egyik kollégájára, Robert Oppenheimerre. 1942 októberében egy hosszú vonatút alatti megbeszélésen "interjúztatta" Groves – és helyettese Nichols ezredes – a tudóst és mire leszálltak a vonatról, a tábornok meg volt győződve róla, hogy megtalálta a megfelelő embert, mert Oppenheimer annyira tisztában volt vele, hogy úgy egy laboratórium felállításával, mint annak helyszínének kijelölésével és a majdani működtetés paramétereivel mit kell vezetőként tenni.
Oppenheimerrel csak egyetlen komolyabb probléma volt, a zavaros kommunista kapcsolatai és magának is a kommunista múltja, amely nemzetbiztonsági oldalról kockázatossá tette a személyét. Mivel Groves-t szorította az idő és szüksége volt a tudósra, félretette ezirányú aggályait és 1942. október 19-én Oppenheimert nevezte ki a leendő kutatólaboratórium igazgatójává.

### Los Alamos Laboratórium

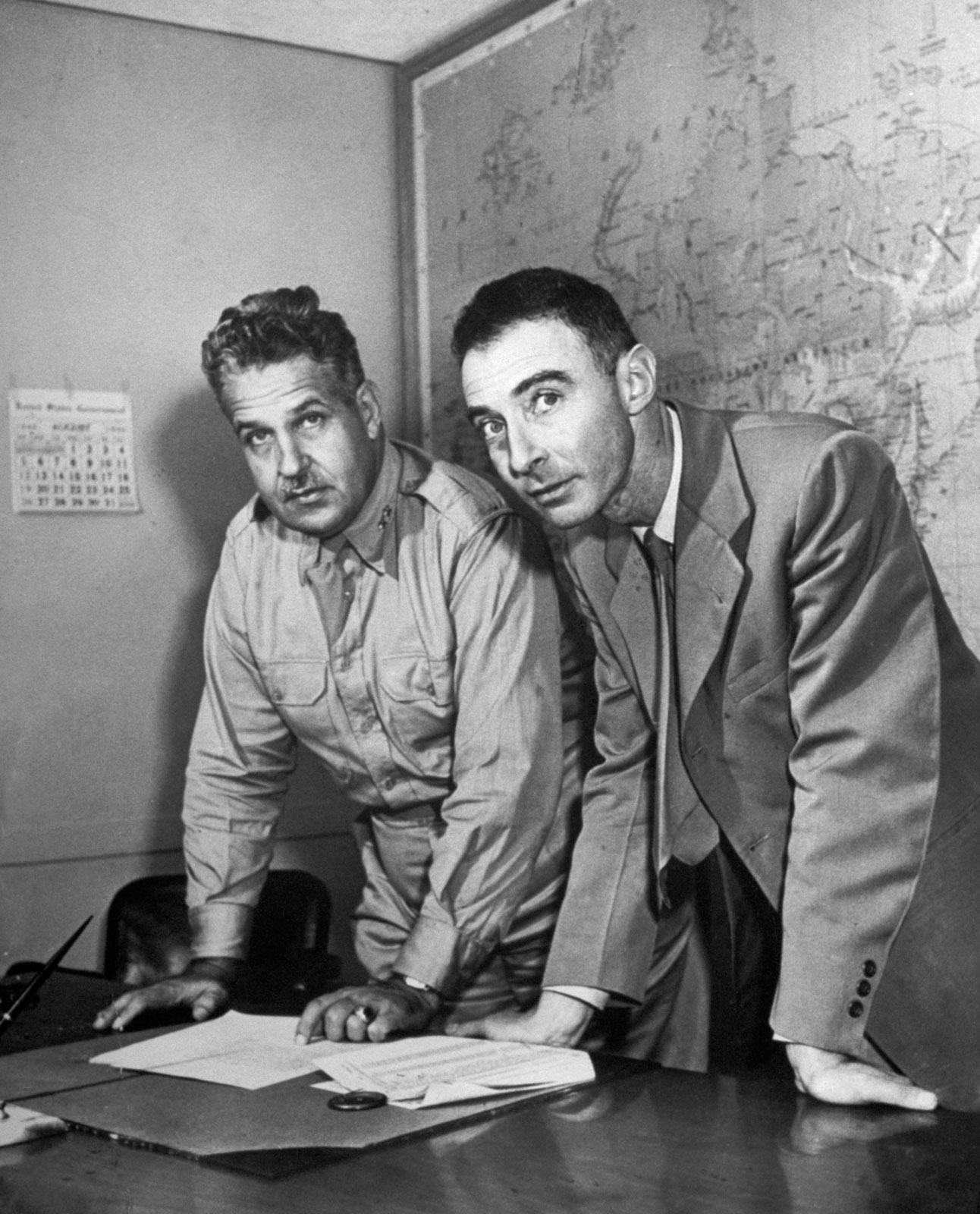
Leslie Groves tábornok és Robert Oppenheimer, Los Alamos két kulcsfigurája

Oppenheimer és Groves közösen döntötték el, hogy a projekt tudományos részéhez biztonsági okokból és a munkához szükséges összetartó erő miatt kell egy titkos, de centralizált laboratórium, valahol a távolban elszigetelve. Ebben a laborban dolgozhattak azok a civil tudósok, akik a fegyver, sőt egyáltalán a teljes atomkoncepció (az anyagok előállításától, a bomba elméleti és gyakorlati működésének meghatározásán és szerkezetének kialakításán át a tesztekig) megalkotásában vettek részt és csak névleg voltak a hadsereg alá rendelve, ám a valóságban önállóan végezték a tevékenységüket, egymással és a többi kutató és gyártóhelyekkel együttműködésben. Központosítottnak kellett lenni, mert az összes szóba jöhető tudóst egy helyre akarta koncentrálni Oppenheimer és a széttagolt, néha önálló és akár párhuzamosan futó fejlesztések helyett egy koncentrált és egy kézből irányított csapatot akart, valamint távoli helyre szerette volna vinni a kutatásokat, egyrészt, hogy a kutatók viszonylag szabadon tudják egymás között megosztani, megvitatni a kutatási eredményeiket annak veszélye nélkül, hogy azok könnyen kiszivárognának, másrészt a távoli helyszín kedvezett a majdani titkos tesztek végrehajtásának is.
Oppenheimernek volt egy rancha Új-Mexikóban és a sivatagi környék szerelmese volt és úgy gondolta, ez a környezet tökéletes lehet a labor felállítására és ezt favorizálva javasolta Groves-nak itt felállítani az addigra Y-projektnek elnevezett objektumot. A két vezető 1942. november 16-án látogatott el személyesen az új-mexikói Alomogordo melletti területre és egy hegycsúcsokkal övezett helyszínt elvetve a Los Alamos Ranch School létesítményt körülölelő helyszínt választották, amelyet aztán az állam megvásárolt, illetve további területeket sajátított ki a környéken. Később a hadsereg kezdett fejlesztési projektbe és egy kisebb várost létesített az érkező tudósoknak és családjaiknak. Oppenheimer a fejlesztésekkel egyidőben elkezdte a tudóscsapat verbuválását és a kor legragyogóbb elméit sikerült összegyűjtenie, akiket aztán találóan „világító elméknek” nevezett. A tudósokat Oppenheimer szekciókra osztotta, amely szekciók egy-egy problémával (urándúsítás, plutóniumgyártás, neutron kalkulációk, ágyú típusú bombamegoldás, implóziós bomba megoldás, elméleti számítások, gyakorlati megvalósítás, stb.). Az első elképzelések szerint a tudósokat a hadsereg besorozta volna (egy alkalommal Oppenheimer meg is jelent egy alezredesi egyenruhában, ám a többiek fanyalogva fogadták őt és az ötletet is elvetették). Az ellenállás miatt végül hivatalosan a los alamosi laboratóriumot a Kaliforniai Egyetem üzemeltette, egy, a Hadügyminisztériummal kötött szerződés alapján, így az abban dolgozók megtarthatták a civil státuszukat.
A tudományos és fegyverfejlesztési munka 1943-tól 1945-ig tartott Los Alamosban, amely idő alatt a közösség létszáma óriásira duzzadt. Oppenheimer kezdeti becslése Groves és a hadsereg felé 50 tudós és 50 technikus volt, akivel meg lehet valósítani a programot (Groves ezt óvatosságból megtriplázta és 300 főre indított építkezéseket), de 1943 végére 3500, 1944-re 5700, végül 1945-re 8200 főt és a projekt zárásakor, 1946-ban 10000 főt számlált a közösség. Oppenheimer ötlete volt az is, hogy a tudósokkal együtt költöző feleségeknek is munkát adjon, mivel az isten háta mögötti sivatagi helyen amúgy is szűkös volt a munkaerő felhozatal.

### A bomba kifejlesztése

Az implóziós bomba felépítése

Az elméleti alapok előrehaladtával 1943-ban megkezdődött a bombafejlesztés. Az elméleti számítások fő eredménye az ún. kritikus tömeg meghatározása volt, hogy milyen mennyiségű hasadó anyagra van szükség a bomba előállításához. A többi elméleti eredmény ezen anyagok viselkedését finomította. A használható anyagok köre két lehetőségre mutatott: az urán-235-re és a plutónium-239-re. Utóbbiban a felszabaduló, egy maghasadásra jutó neutronok száma az urán-235-ösének 1,2-szerese, ezért ez ígéretesebb anyagnak számított, igaz ebből állítottak elő az erre a célra felállított üzemek jóval kevesebbet a másiknál. Neumann János vezetésével meghatározták a robbanásnak a hatásmechanizmusát és rombolóerejét. Mindezek ismeretében elindulhatott az addig szintén csak elméletként létező bomba működési módok kialakítása. Ennek megfelelően két működési módot fejlesztettek tovább és három bombát építettek. Az egyik működési mód az ún ágyúcső kialakítás volt, amelyben egy cső két végében helyezték el az összességében kritikus tömeget alkotó hasadó anyagokat, az egyik végében a „lövedéket” a másikban pedig a hengerszerűen elhelyezett másik félnyi anyagot és a lövedéket átlőtték a cső másik végébe, egyesítve a kritikus tömeget, beindítva a láncreakciót és robbanást létrehozva. Erre először a Thin Man nevű plutóniumbomba fejlesztése indult el, ám ez fejlesztési zsákutca lett, helyette készült a Little Boy, amely plutónium helyett uránt használt, az anyag erre a technikára kedvezőbb tulajdonságai miatt. A másik fejlesztési irány az ún. implóziós bomba volt, amely a Fat Man nevű szerkezetben öltött testet. Ebben egy nagy gömb külső palástján elhelyezett anyagot „robbantottak össze” a gömb középpontjába, így létrehozva a kritikus tömeget és a robbanást.)
Oppenheimer elsőnek a Thin Man fejlesztését tűzte ki 1943-ban, majd amikor arról kiderült, hogy nem megvalósítható, 1944 júliusában az implóziós technika felé fordult. Ebben robbanó lencséket alkalmazva tudták az anyagot koncentrálni egy kisebb helyre. Az anyagnak csak nagyon kis utat kellett megtennie, ezért a kritikus tömeg sokkal hamarabb össze tudott állni. 1944 augusztusában az első sikerek láttán Oppenheimer átszervezte a Los Alamos Labor munkáját úgy, hogy az erőfeszítéseket az implóziós szerkezetre koncentrálja. Emellett az ágyúcső kialakítású szerkezetnél ekkor vetette el végleg a plutónium töltetű verziót és csak az urán-235-ös verziót engedte tovább. 1945-ben nevet is adtak a szerkezeteknek, az ágyúcső kialakítású uránfegyver lett a „Little Boy”, míg az első, a másiknál sokkal komplikáltabb és nagyobb implóziós szerkezet a „Christy Gadget” (Christy Kütyü) nevet kapta Robert Christy, Oppenheimer egy újabb diákja neve után. Később ez lett a Trinity kísérletnél felhasznált és "A Kütyüre" egyszerűsödött nevű bomba.
1945 májusában egy interim bizottság jött létre, amely a nukleáris energia háborús időkbeli, majd a háború utáni felhasználására adott jelentést és tanácsokat a kormányzatnak. A bizottság felállított egy tudományos albizottságot, amelynek tagjai Oppenheimer, Arthur Compton, Enrico Fermi és Ernest Lawrence voltak. Jelentésében a bizottság aztán leírta egy atombomba bevetésének nemcsak a fizikai, hanem a várható katonai és politikai hatásait is. Eben a leírásban olyan érzékeny kérdéseket is érintettek, hogy vajon kéne-e előre értesíteni a Szovjetuniót egy ilyen fegyverről, mielőtt felhasználnák Japán ellen.

### Trinity teszt
A tudósok és Oppenheimer munkája egy fegyvertesztben, a kifejlesztett atombomba első kipróbálásában csúcsosodott ki. A bomba előállításához szükséges anyagok (urán-235 és plutónium-239) előállítása 1945 nyarára ért el oda, hogy egy bomba előállításához szükséges néhány kilogrammra rúgjon az elkészült mennyiség. Ekkor lehetett készre szerelni azt a kísérleti eszközt, amelyet a világ első atombombájának nevezhetünk. Emellett – szintén Oppenheimer vezetésével, aki meglehetősen jól ismerte a sivatagot – ki kellett választani a helyszínt, ahol a teszt végbemehet. Ez utóbbi hamar ment, Alamogordo mellett jelöltek ki egy elhagyott, sivatagi pontot (a hely 1945. július 9-én, egy héttel a robbantás előtt új nevet kapott: White Sands próbalőtér).
Előkészületként 100 tonnányi hagyományos robbanószerrel végeztek egy tesztrobbantást, amely a műszerek bekalibrálásához kellett. Majd közvetlen előkészületként építettek egy 30 méter magas acéltornyot, hogy majd arra függesszék fel a kísérleti bombaszerkezetet (az atombomba robbantásakor nem az az optimális, ha a földön robban, hanem bizonyos magasságon, ezért kellett felemelni a földtől). A tesztet végül a szekemberek 1945. július 18-21 közé jelölték ki, az időjárás alakulásától függően. Ekkor azonban közbeszólt a nagypolitika. Harry Truman, Joszif Sztálin és Clement Atlee részvételével a szövetséges hatalmak Potsdamban folytattak egy konferenciát fontos háborús kérdésekről és a háború utáni rendezésről és az amerikai elnök a teszt eredményének ismeretében be akarta jelenteni a tárgyalópartnereinek, hogy országa rendelkezik egy rendkívüli erejű fegyverrel. Ehhez legkésőbb július 16-án végre kellett hajtani a tesztet. Bár az időjárás éppen kedvezőtlen volt, felkészültek a sivatagban a tesztre, ahol aztán végül szinte csak percekkel a robbantás előtt vonult el a zivatar.
1945. július 16-án, hajnali 5:29:21-kor (11:29:21 UTC) végül működésbe hozták „A Kütyü” (The Gadget) névre keresztelt bombát (amely lényegében csak a robbanószerkezet volt és abban különbözött a később élesben ledobott bombáktól, hogy nélkülözött minden olyan elemet, amely a ledobáshoz és a levegőben való zuhanás stabilizálásához kellett). A Kütyü a később Nagaszakira ledobott Fat Man nevű bomba testvére volt, egy implóziós szerkezet. A robbanás ereje egy 80 méter széles és 1,4 méter mély krátert vájt a talajba és a bomba felfüggesztéséhez használt acéltorony teljes egészében eltűnt, a főként szilícium-dioxidból álló sivatagi homok pedig olvadt, zöld üveggé változott, amely új ásványt trinitit névre kereszteltek. Az elemzések a robbanás erejét 24.8 ± 2 kilotonna TNT-vl egyenértékűnek adták meg. Oppenheimer egy bunkerben kialakított irányítóközpontból figyelte az eseményeket és úgy emlékezett meg, hogy ezen erők láttán a hinduk szent könyvéből a Bhagavad-gítából jutottak eszébe idézetek:
दिवि सूर्यसहस्रस्य भवेद्युगपदुत्थिता। Ha ezer nap ragyogása robbant volna az égboltra,
यदि भाः सदृशी सा स्याद्भासस्तस्य महात्मनः।। az lett volna olyan ragyogó, mint az ő hatalmassága.
illetve évekkel később egy még rövidebb idézetet érzett a leghelyénvalóbbnak a robbanás jelenségének leírására, amelyben Visnu isten a Bhagavad-gítából próbálja bátorítani Arjunát:
Most én leszek a Halál, világok pusztítója

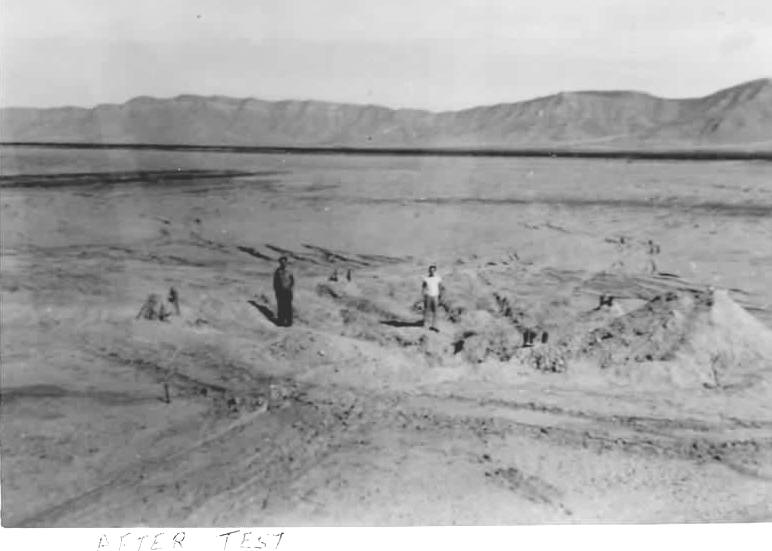
A robbanás epicentruma a tesztet követően
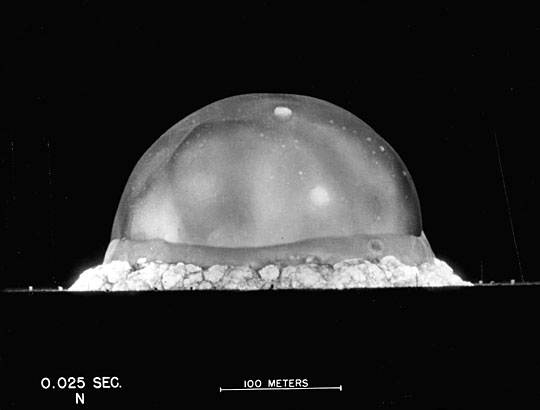
A Trinity detonációja 25 ezredmásodperccel a robbanást követően. A megjelenő tűzgömb tetőpontja ezen a képen hozzávetőleg 200 méter magasságban volt a képkészítés pillanatában
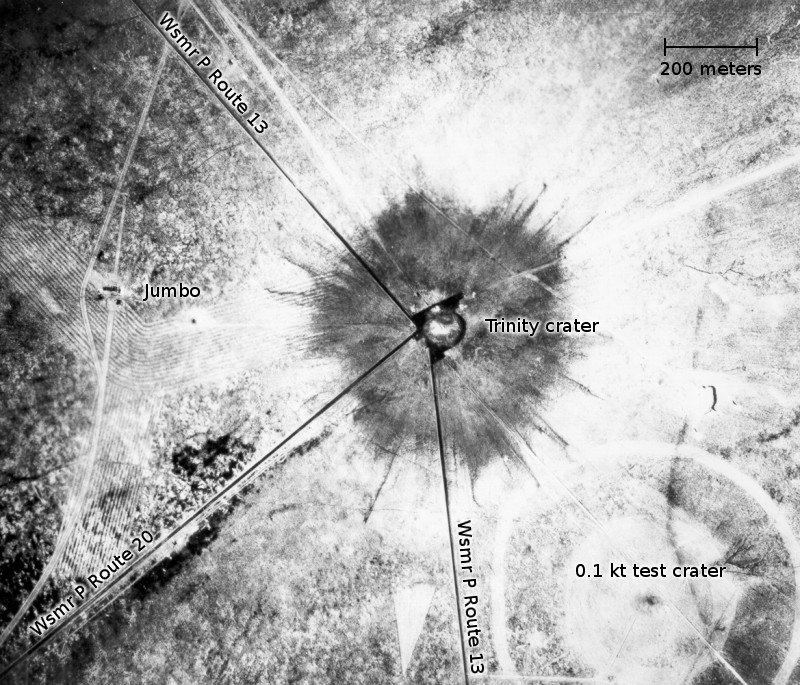
Egy légifelvételen a Trinity-kráter röviddel a tesztet követően.[a]

## A második világháborút követően
A Hirosimát és Nagaszakit ért két atombomba támadás – és a második világháború lezártát – követően a szigorú katonai titkok álcája mögül előlépett az atombomba létezése és létrehozóinak kiléte. Oppenheimer, akire a közvélemény nagyon hamar ráragasztotta "Az atombomba atyja" ragadványnevet, hirtelen a rivaldafénybe került és afféle nemzeti szószólója és emblematikus figurája lett a tudománynak és egy új típusú high-tech fegyverzetnek. Szinte azonnal feltűnt a Life és a Time címlapján is. Ezzel egyidőben a magfizika egy óriási hatalom lett a nemzet kezében, ahogy a közvélemény ráébredt, hogy milyen hatalmas stratégiai erőt ad az atomfegyver birtoklása. 1945 novemberében hivatalosan is lezárta a Manhattan projektben való részvételét és visszatért a Caltech-en őt váró katedrára, ám hamarosan ráébredt, hogy a tanítás már nem vonzza őt.

### Institute for Advanced Study
1947-ben elfogadta Lewis Strauss meghívását, hogy foglalja el az Institute for Advanced Study (Fejlett Vizsgálatok Intézete) igazgatói posztját a new jerseybeli Princetonban. Ez azt jelentette számára, hogy a keleti partra kellett költöznie és fel kellett hagynia azzal a szerelmi viszonnyal, amibe Ruth Tolmannal, barátja, Richard Tolman feleségével kezdett, miután elhagyta Los Alamost. Az állás 20 000 dolláros éves fizetéssel (a Berkeley-s háború előtti fizetésének 6-szorosával – járt együtt és egy szolgálati lakással az igazgatói házban, amely egy 17. századi udvarház volt szakáccsal és kertésszel és 170 hektárnyi erdővel. Európai bútorokat és francia posztimpresszionista festők műveit, valamint fauvista alkotásokat kezdett gyűjteni. Gyűjteményébe Cézanne, Derain, Despiau, de Vlaminck, Picasso, Rembrandt, Renoir, Van Gogh és Vuillard alkotásai tartoztak.
Oppenheimer ezen a helyen is ugyanazt tette, mint Los Alamosban: egybegyűjtötte a munkásságuk delelőjén álló elméket a legkülönbözőbb tudományterületekről, hogy azok a kor legégetőbb kérdéseire keressék a választ. Ebbéli munkája során sok jól ismert tudós munkásságát és kutatásait támogatta, mint Freeman Dyson, vagy Jang Csen-ning és Li Cseng-tao párosát, akik nemsokára elnyerték a Nobel-díjat a tértükrözéssel kapcsolatos megfigyeléseik okán. Ugyancsak bevezette a humán tudományokkal foglalkozó tudósok átmeneti tagságának intézményét és támogatását, így olyanokét, mint T. S. Eliot and George Kennan. Ezzel a tevékenységével egyébként kiváltotta némely más tudós tag rosszallását a matematikai fakultás részéről, mivel ők úgy gondolták, hogy az intézetnek a tiszta természettudományos kutatások bástyájának kellene megmaradni és ebbe nem férnek bele a humán ágak. Később Abraham Pais tudománytörténész, Oppenheimer életrajzírója jegyezte le, hogy Oppenheimer saját maga egyik legnagyobb hibájának vélte erről az időszakról, hogy képtelen volt összehozni a természettudomány és a humán tudományok művelőit.
Az 1947 és 1949 között rendezett New York-i konferenciák során megtörtént a fizikusok munkájának visszarendeződése a háborús helyzetből a normál elméleti témákra. Oppenheimer irányításával a fizikusok a háború előtti évek legnagyobb értelmezési problémáihoz tértek vissza, az elemi részecskék kvantum elektrodinamikai problémáinak végtelen, eltérő és abszurd kifejezéseihez. Julian Schwinger, Richard Feynman és Tomonaga Sinicsiró megküzdöttek a regularizáció problémájával, és azokat a technikákat is kitalálták, amelyeket ma renormalizáció néven ismerünk. Freeman Dyson képes volt annak bizonyítására is, hogy az eljárások ugyanarra az eredményre vezetnek. A mezonelnyelés problémája és Jukava Hideki mezon elmélete, amely az erős nukleáris kölcsönhatás vivőrészecskéivel foglalkozik, ugyancsak elkészült. Oppenheimer ellenőrző kérdései hatására készült el Robert Marshak, innovatív két-mezon elmélete, amely kétféle mezont ír le, a pionokat és a müonokat. végül pedig ez vezetett el Cecil Frank Powell áttöréséhez és az ezért kapott Nobel-díjhoz, a pionok felfedezéséért.
Oppenheimer egészen 1966-ig maradt az igazgatói székben, amikor romló egészségi állapota miatt mondott le. A 2024 januári állapot szerint ő a leghosszabb ideig regnáló igazgatója az intézménynek.

### Atomenergia Tanács

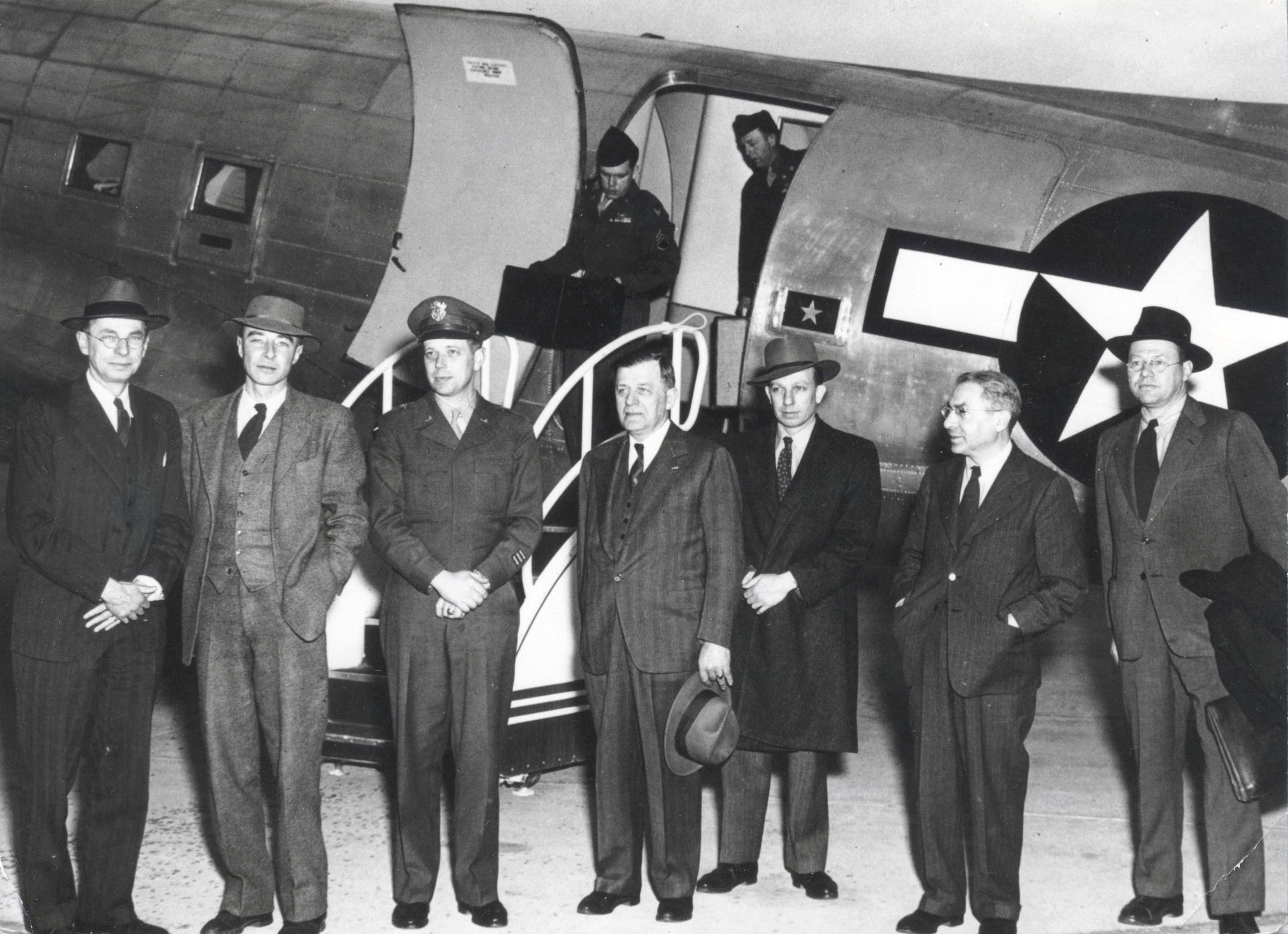
Az Atomenergia Bizottság Általános Tanácsadó Testülete (Oppenheimer balról a második)

Oppenheimer tagja volt egy elnöki tanácsadó testületnek Harry Truman elnöksége alatt és mint ilyen erős befolyása volt a későbbi Acheson-Lillienthal jelentésre. Ebben a jelentésben a bizottság egy Nemzetközi Atomenergia Fejlesztési Hatóság felállítását javasolja (amely évekkel később valóban testet is öltött az ENSZ Atomenergia Bizottságában), amely ellenőrzése alatt tartott volna mindenféle hasadó anyagot, annak bányászatától a laboratóriumi munkákon át az atomerőművekben való felhasználásáig, amelyek az atomenergia békés célú felhasználásának tárgykörébe tartoztak. Bernard Baruch lett a megbízottja a feladatnak, hogy tolmácsolja ezt a javaslatot az ENSZ-nek, amely a Baruch-terv nevet kapta 1946-ban. Ez a terv számos intézkedést tartalmazott, hogy erősítse az ENSZ pozícióit, különösen abban, hogy a Szovjetunió uránforrásainak ellenőrzését is elérjék. Úgy tűnt, hogy ez egy kísérlet arra, hogy az Egyesült Államok atommonopóliuma fenntartható legyen, ezért a szovjetek el is utasították. Emiatt Oppenheimer számára világos lett a felismerés, hogy a nukleáris fegyverkezési verseny elkerülhetetlen az USA és a Szovjetunió kölcsönös gyanakvása miatt.
1947-ben az Egyesült Államokban ténylegesen felállt az USA Atomenergia Bizottsága 1947-ben, amely civil ügynökségként kontrollálta a nukleáris kutatásokat és a kapcsolatos fegyverkezési kérdéseket, Oppenheimert a General Advisory Committee (GAC – Általános Tanácsadó Bizottság) elnökévé nevezték ki. Ebből a pozícióból egy sor nukleáris vonatkozású témát javasolt, köztük a projektfinanszírozással, laborok létrehozásával, de még a nemzetközi szabályozással kapcsolatban is – igaz a GAC javaslatait nem mindig vették figyelembe –. A GAC elnökeként Oppenheimer erőteljesen lobbizott a nemzetközi fegyverzetellenőrzésért és az alaptudományok finanszírozásáért és megpróbálta a politikusokat olyan irányban befolyásolni, amely a fegyverkezési verseny felpörgése ellen hatott.
Az első szovjet atombomba teszt 1949 augusztusában sokkal korábban következett el, mint az Amerikában várták és a rákövetkező hónapokban intenzív vita támadt az Egyesült Államok kormányzatán, katonai és tudományos közösségein belül, hogy továbblépjenek-e a még nagyobb hatóerejű magfúziós alapú hidrogénbomba fejlesztésére, aminek akkoriban „A Szuper” volt a ragadványneve . Oppenheimer tudatában volt egy ilyen termonukleáris bomba lehetőségének még a Manhattan terv napjaiból – Teller Ede ötletéből fakadóan – és hogy azidőtájt csak korlátozottan engedélyezte az ezzel való kísérletezést, mivel a nagyobb szükség akkoriban a maghasadásos alapú bombára volt. A háború után azonban Oppenheimer erősen vitatta, hogy dolgozni kéne a Szuper kifejlesztésén, mivel nem volt már rá szükség és mert bevetése óriási emberáldozatokat követelt volna.
1949 októberében ő és a GAC a Szuper kifejlesztése ellen voksolt. Benne és a többiekben a GAC soraiból morális aggályok merültek fel, hogy egy ilyen fegyvert csak stratégiailag szabad felhasználni, mivel az milliók halálát okozhatja: „ennek felhasználása ugyanakkor sokkal messzebbre mutat, mint a bomba felrobbantása, a civil lakosság kiirtásának politikájára”. Gyakorlati aggályaik is voltak, mivel akkoriban még nem voltak meg a hidrogénbomba, mint az erőegyensúlyt újra az USA felé billentő eszköz tervei, a GAC úgy érezte, hogy az USA-nak rendelkeznie kellene egy megfelelő atomfegyver készlettel, amellyel megtorolhat bármilyen nukleáris támadást válaszlépésül. Ebben az összefüggésben Oppenheimer és mások arra a lehetőségköltségre is kitértek, amelyek felmerülnének, ha az atomreaktorokat átállítanák az atombombagyártáshoz szükséges anyagok előállításáról a termonukleáris bombákban felhasználandó trícium előállítására.
Az Atomenergia Bizottság többsége a következőkben megerősítette a GAC ajánlásait és Oppenheimer már-már azt gondolhatta, hogy megnyerhetik a Szuper elleni morális harcot, ám a fegyver támogatói erősen lobbiztak a Fehér Háznál mellette. 1950. január 30-án Truman elnök beadta a derekát és kinyilvánította hajlandóságát a fegyver kifejlesztésére azzal, hogy formálisan is jóváhagyta azt egy elnöki rendelettel. Oppenheimer és más GAC tagok, akik nem értettek egyet a döntéssel – különösen James Conant – csüggedten vették tudomásul a döntést és lemondásukat fontolgatták a bizottságból . Később aztán megmaradtak a bizottságban, de a véleményüket nem rejtették véka alá a hidrogén bombáról.
1951-ben Teller Ede és Stanislaw Ulam kifejlesztette a hidrogénbomba számára a Teller-Ulam kialakítást. Ez az új dizájn műszakilag kivitelezhetőnek látszott és hivatalosan Oppenheimer is elfogadta a fegyverfejlesztés ezen irányát, ám a háttérben egyre kereste azokat a lehetőségeket, amelyekkel megkérdőjelezheti az eszköz fejlesztését, tesztelését és alkalmazását. Végül Oppenheimer, Conant és Lee DuBridge, azon bizottsági tagok, akik ellenezték a hidrogénbomba fejlesztési döntését, terminusuk lejártával kiváltak a GAC-ból 1952. augusztusában. Truman is megtagadta, hogy újrajelöljék őket, mivel új hangokat akart a tanácsba, akik támogatják a hidrogénbombát. Ráadásul Oppenheimer számos ellenfele is telebeszélte Truman fejét, hogy jobb lenne, ha a tudós elhagyná a bizottságot.

### Különböző bizottsági, albizottsági munkák és vizsgálódások
Oppenheimer számos kormánybizottság és albizottság munkájában vett részt az 1940-es és 1950-es években, némelyik egyenesen a viták kereszttüzébe és a hatalmi harcok sűrűjébe küldte őt.
1948-ban Oppenheimer az USA Hadügyminisztériumának Hosszútávú Tervek albizottságát elnökölte, egy testületét, amelyet az Atomenergia Bizottság egyik főtárgyalója Donald Carpenter hozott létre. A bizottság feladata az volt, hogy áttekintse a nukleáris fegyverzet felhasználhatóságát, beleértve azt is, hogyan juttatják célba a fegyvert. Évek kitartó munkájával, 1952 tavaszán írt a tudós egy vázlatot a GABRIEL-projektről, ami a nukleáris kihullást (a légköri robbantások során a levegőbe kerülő radioaktív részecskék, porszemek lassú földfelszínre hullását) vizsgálta. Oppenheimer ugyancsak tagja volt a Védelmi Mozgósítási Iroda Tudományos Tanácsadó Bizottságának (Science Advisory Committee of the Office of Defense Mobilization), egy független, nagyhatalmú ügynökségnek, amely az esetleges háborús mozgósítással foglalkozott és amely a hidegháború körülményei között közeli és valós veszélyt jelentő feladat volt.
1951-ben Oppenheimer részese volt a Charles–projektnek, amely azt kutatta, hogyan lehet hatásos légi védekezést kiépíteni az Egyesült Államokban egy lehetséges atomtámadás ellen, majd 1952-ben az East River-projektben is részt vett, amely az ő javaslatára azzal foglalkozott, hogyan lehetne kiépíteni egy olyan figyelmeztető rendszert, amely egy órás előrejelzést adna egy induló atomtámadásról, amely Amerika városait fenyegetné. A két projekt 1952-ben összefolyt a Lincoln-projektben, amelynek Oppenheimer lett a vezető tudósa. Ennek a projektnek a kutatásait a MIT Lincoln Laboratóriuma vállalta, amelyet korábban éppen arra alapítottak, hogy a légi védekezés témáit kutassa. Ezen kutatások vezettek a Lincoln Summer Study Group (Lincoln Nyári Kutatócsoport) megalakulásához, amelyben Oppenheimernek kulcsszerep jutott. A csoport azt sürgette, hogy az USAF jusson forrásokhoz a légi védelemhez azzal a preferenciával, hogy nagy megtorló erőkkel legyen képes azonnali válaszlépésre, miközben egyesek úgy vélték, hogy Oppenheimer és tudóstársai a Légierőtől egyfajta rugalmas Maginot-vonalat szeretne. Mindenesetre a Nyári Kutatócsoport munkája végül elvezetett a Távoli Korai Riasztórendszer (Distant Early Warning Line) felállításához.
Érdekes ellentét volt Oppenheimer és Teller, illetve Oppenheimer és a hidrogénbomba között. A háború alatt Teller, akit kevésbé érdekelt az atombomba és inkább a saját ötletére, a hidrogénbombára akart koncentrálni (és erre lehetőséget is kapott Oppenheimertől), a háború után a kutatásaival ki akart válni szervezetileg és helyileg Los Alamosból és egy új intézetet akart alapítani a munkához. 1951-ben kilépett Los Alamosból és 1952-ben sikerrel alapította meg a később Lawrence Livermore National Laboratory néven ismertté vált intézményt Kaliforniában. Oppenheimer ellenezte egy új labor megnyitását és próbálta védeni a Los Alamos Laboratóriumban a munkák egyben tartásának elvét.
Oppenheimer részt vett a Vista-projektben is, amely a hadviselés földi és légi vonatkozásának kapcsolatait elemezte egy korlátozott hadszíntéren. A tudós csak a projekt késői szakaszában csatlakozott a munkához, de így is egy nagyon fontos fejezetét írta meg az eredményként született jelentésnek. Ebben olyan megállapításokat tett, amelyek némileg megkérdőjelezték az akkoriban uralkodónak tekintett, stratégiai bombázáson alapuló doktrinát és amellett érvelt, hogy kisebb, taktikai atomfegyverekkel kéne felszerelni a haderőt, amelyek sokkal használhatóbbak egy korlátozott hadszíntéren az ellenséges erők leküzdésére. A stratégiai nukleáris és termonukleáris fegyvereket azidőtájt a nagy hatótávolságú bombázó repülőgépekkel tervezték célba juttatni, amelyek kizárólag a Légierő állományában voltak, ám ezzel az új elképzeléssel diverzifikálni lehetett ezen fegyverzetet az US Army és a US Navy erői között is. A pozícióit féltő USAF azonnal és ellenségesen reagált a Vista-projekt felvetéseire és ez ahhoz vezetett, hogy a projekt eredményeit végül eltitkolták.
1952-ben Oppenheimer az USA Külügyminisztériuma által alapított, ötfős Leszerelési és Konzultációs Minisztériumi Albizottság elnöke lett, amely sürgetőleg lépett fel, hogy az Egyesült Államok halassza el a tervezett első hidrogén bomba tesztjét és kössön egy termonukleáris tilalmi megállapodást a Szovjetunióval azon az alapon, hogy gátat kell vetni az egyre szörnyűbb hatóerejű fegyverek fejlesztésének és utat kell nyitni új fegyverzeteket érintő megállapodásoknak a két nemzet között. Ám a bizottságnak nemigen voltak támogatói, szövetségesei Washingtonban, ezért az Ivy Mike tesztrobbantás előkészületei zavartalanul haladtak előre. A bizottság 1953 januárjában egy végső jelentést adott ki, amelyben több Oppenheimer által tisztelt szakértől kifejti abbéli pesszimista jövőképét, amelyben sem az USA, sem a Szovjetunió nem lesz képes hatékonyan egyeduralomra törni, de mindkét oldal szörnyű pusztítást tud okozni a másiknak. A bizottság egyik ajánlása volt, amelyet Oppenheimer különösen fontosnak tartott, hogy az USA kormányzatának kevesebb titkosítást és több nyíltságot kéne alkalmaznia az USA választópolgárai felé a nukleáris erőegyensúly és a fegyverzetekkel kapcsolatban. Ez a vélemény fogékony fülekre talált az újonnan alakuló Eisenhower kormányzatnál és elvezetett a Candor hadművelet, azaz a fegyverkezési verseny tudnivalóiról szóló PR kampány megindításához. Oppenheimer folyton hangoztatta abbéli véleményét, hogy nincs szükség újabb és még rombolóbb nukleáris arzenálra, amelyet 1953 júniusában a Külügyek (Foreign Affairs) című cikkében publikált és ezzel felkeltette a a nagy amerikai lapok figyelmét.
Ezzel 1953-ra Oppenheimer politikai befolyása egy újabb csúcspontjára érkezett, lévén számos kormányzati poszton és projektben vállalt aktív szerepet, illetve hozzáférése volt a legtitkosabb tervekhez és haderőnemi szintekhez. Ugyanakkor ellenség lett a stratégiai bombázást propagálók szemében, akik a hidrogén bombához való hozzáállását egyre növekvő számban pozícióba kerülve, keserűen és bizalmatlanul szemlélték. Ezen emberek félelme volt, hogy Oppenheimer hírneve és meggyőző ereje veszélyesen befolyásossá teszik a kormányzatban, illetve a katonai és tudományos körökben.

### 1954-es meghurcoltatása
Az 1930-as években, amikor még nem számított ismert személyiségnek, Robert Oppenheimer kommunista szimpatizáns nézeteket vallott, ráadásul számos kapcsolata (öccse Frank, felesége Kitty és egykori szeretője Jean Tatlock) az USA Kommunista Pártjának tagja is volt. Emiatt a J. Edgar Hoover vezetése alatt működő FBI titokban meg is figyelte és a nyomozóhivatal erősen hitte – bár bizonyíték nem volt rá, csak néhány telefonlehallgatásból származó értesülés, vagy a pártba beépült informátorok hallomásai –, hogy ő maga is tagja a pártnak. Az 1940-es évekre a vele szembeni gyanú odáig ment, hogy házát bepoloskázták, telefonjait lehallgatták és a leveleit felbontották.
Szinte ezzel párhuzamosan, de leginkább az 1940-es és 1950-es években Amerikában elindult a Joseph McCarthy szenátor nevével fémjelzett kommunistaüldözési korszak. Oppenheimert a háború és az atombomba soha nem látott PR magasságokba emelte. A Life Magazine eképp írt róla: „...a világ egyik leghíresebb embere, az egyike a legcsodáltabb, idézettebb, fotózottabb, dicsőítettebb, istenítettebb egyéneknek, aki afféle mesés archetípusát teremtik meg egy újfajta tudományos és intellektuális hősnek és alkotó embernek és az új atomkor élő szimbóluma”. Ezzel az ismertté válási folyamattal együtt és persze azzal, hogy a tudós véleménye egyre inkább tényezővé vált és nem is fogta vissza magát, hogy ezt a véleményt minél szélesebb körben terjessze, Oppenheimer ellenségeinek a száma nőttön-nőtt, különösen egy specifikus téma, a Szuper ragadménynéven emlegetett hidrogénbomba témája mentén, amelyet Oppenheimer ellenzett, míg más kormányzati személyiségek támogattak.
Ahogy az idő haladt előre és Oppenheimer kb. 1954-re elérte ismertsége és véleményformálói státusza csúcsát, több „incidens” is történt vele:
- A Chevalier incidens: Oppenheimer még az 1930-as években baráti kapcsolatot ápolt az egyik Berkeley-beli kollégájával a francia-irodalomprofesszor Haakon Chevalier-vel. A Spanyol polgárháború alatt, majd utána is többször tartottak Chevalier lakásán gyűléseket, amelyeket a résztvevők kiléte alapján az FBI kommunista összejöveteleknek minősített (és akták készültek róluk, feljegyezve például Oppenheimer autójának rendszámát). Oppenheimernek egy ilyen 1940 decemberi gyűlést követően nyitott aktát az FBI. Ennek folyományaként ráadásul az FBI egy Custodial Detention Index-re (Felügyeleti Letartóztatási Index) helyezte a tudóst, kvázi hivatalos rendőri megfigyelés alá vonta[160][161]. 1943 elején egy találkozásukkor Chevalier félrevonta Oppenheimert azzal, hogy egy másik tudóson, George Eltertonon keresztül technikai információkat lehetne juttatni a Szovjetuniónak[162]. Oppenheimer ezt visszautasította, ám elmulasztotta jelenteni az FBI-nak, vagy más rendőri szervnek, csak 1943-ban, a Manhattan terv biztonsági átvilágításán említette meg, nevek nélkül, hogy a Berkeley-n három ember is megkörnyékezte, hogy adjanak ki technikai titkokat a szovjeteknek. A neveket csak Groves tábornoknak fedte fel később (aki ígéretet tett, hogy nem adja ki) és a nevek élén Chevalier állt[163]. 
 A téma a háború után került elő ismét, amikor az FBI 1946. szeptember 5-én meghallgatta a „Chevalier incidenssel kapcsolatban”, amikor is Oppenheimer ellentmondásos és a „mellébeszélésektől” sem mentes vallomást tett, amelyben Chevalier szerepét viszonylagossá tette és a többi, az ügyben szereplő személyről is csak állítólagos összefüggésben beszélt. 1954-es biztonsági meghallgatása során ezt az ügyet vette elő hangsúlyosan az őt ellenőrző testület.[164][165]
- Háború utáni konfliktusok: az FBI hajlandónak mutatkozott Oppenheimer politikai ellenfeleit ellátni információkkal a tudós kommunista kötődésiről[166]. Ezen ellenségek egyike Lewis Strauss, az Atomenergia Bizottság egyik tagja volt, aki nem felejtette, hogy korábban egy – a radioaktív izotópok exporttilalmáról szóló – kongresszusi meghallgatáson Oppenheimer az övével szöges ellentétben álló véleményt fogalmazott meg, ezért megaláztatva érezte magát.[167]. 
 Oppenheimernek és Straussnak nemcsak ez volt az egyetlen ütközőpontja, hanem a „Szuper” kifejlesztése körüli vita is. 1949-ben a szovjetek felrobbantották a maguk első atombombáját és ekkor Oppenheimerre hárult a feladat, hogy az értesülést valahogy kísérletileg is megerősítse, vajon tényleg megtörtént-e a atomrobbanás[168]. Strauss ebben a helyzetben az első között volt, akik azt sürgették, hogy az Egyesült Államoknak a nukleáris vezető szerepe fenntartása érdekében mindenképpen ki kéne fejleszteni a hidrogénbombát. Oppenheimer pedig ennek az értelmetlenségét hangsúlyozta[169]. Mindenki szövetségeseket gyűjtött, Lawrence és Teller Ede Strauss mellett állt.[170] James McCormack tábornok, aki Groves után lényegében a Hadsereg atomügyekért felelős tisztje lett az Atomenergia Bizottság mellett pedig Oppenheimerhez hasonlóan a technikai nehézségeket hangsúlyozta és azt, hogy mennyire nem áll rendelkezésükre még semmi sem[171]. Annak ellenére, hogy egy működőképes dizájn és a katonai szükséglet híján nem volt értelme a fejlesztésnek, ezt a csatát Strauss nyerte, amikor meggyőzte Truman elnököt, hogy indíttassa el a fejlesztést, amely 1950. január 31-én meg is történt[172].
 További nézeteltérésre adott okot Oppenheimer azon nézete, hogy ne nagy hatóerejű atom, vagy hidrogénbombákat fejlesszenek, hanem inkább kisebb hatóerejű, de rugalmasabban alkalmazható taktikai fegyvereket, vagy a nukleáris csapásmérés helyett a légi védelemre helyezze a haderő a hangsúlyt[173]. Ezek mentén a konfliktusok mentén Strauss és Oppenheimer esküdt elvi ellenségek lettek és Strauss meg is tett mindent, hogy Oppenheimert kompromittálja.
- A Borden-levél: J. Edgar Hoover 1953. november 7-én egy levelet kapott William Bordentől a Kongresszus Közös Atomenergia Bizottságának korábbi vezetőjétől, amelyben Borden azt állította, hogy „az elérhető, titkosított bizonyítékok évekig tartó tanulmányozása alapján sokkal valószínűbb, mint nem, hogy J. Robert Oppenheimer a Szovjetunió ügynöke”,[174] amely bizonyítékokat a már említett lehallgatások, megfigyelések, levélfeltörések jelentették. A levélben Border összegzi a korábbi információkat, a kommunista kapcsolatokkal, a barátok, rokonok, tanítványok kapcsolatairól és arról, hogy csodával határos módon ezek nem sérültek a világ őket érintő eseményei során, aztán arról, hogy vajon tagja volt-e a kommunista pártnak és az hogyan pénzelte a tudóst, majd azt, hogy a biztonsági meghallgatások alatt hogyan vezette félre Groves tábornokot, és alkalmazott kommunistákat a Manhattan Projekt során, végül a pálfordulását az atombombát és a hidrogénbombát illetően, hogy a háború alatt ezek lelkes támogatója lett, majd amikor Amerika megszerezte általuk az atommonopóliumot, hirtelen ellenzőjükké vált. Ezen bizonyítékok mind abba az irányba mutatnak, hogy Oppenheimer fáradhatatlanul dolgozik, hogy a kommunisták és általuk a Szovjetunió ismeretekhez jusson és behozhassa lemaradását nukleáris téren.[174]

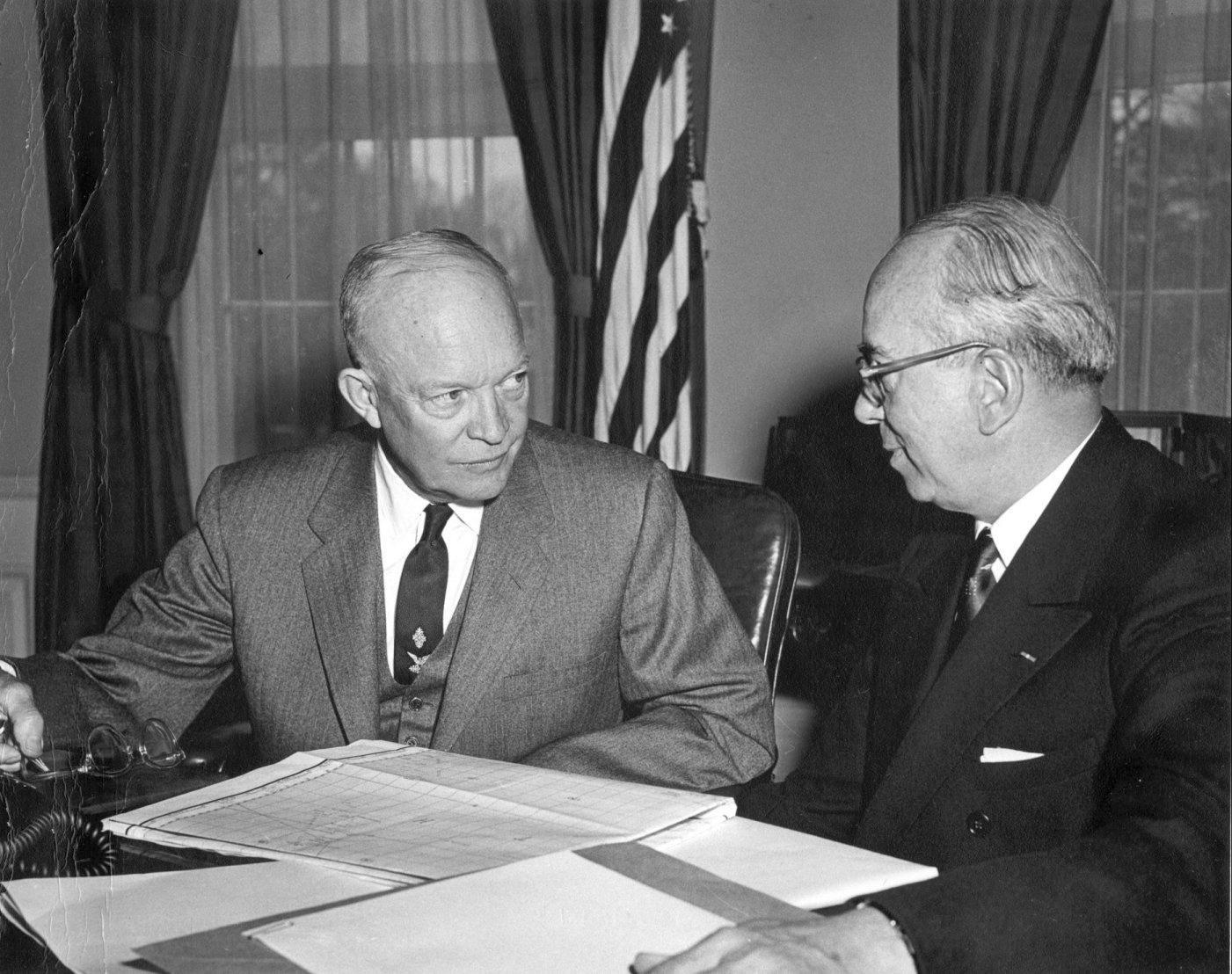
Lewis Strauss Eisenhower elnöknek jelenti az egyik első hidrogénbomba teszt eredményeit

A fenti összes érvet összesítve az Atomenergia Bizottság meghallgatásra idézte Oppenheimert. Lewis Strauss 1953. december 21-én értesítette Oppenheimert, hogy a biztonsági aktáját át kell újra tekinteni a megváltozott átvilágítási kritériumok mellett – persze ez jórészt álszentség volt, a valódi ok a bosszú és egyfajta példastatuálás volt –. Strauss egyebek mellett felajánlotta, hogy mindez elkerülhető, ha Oppenheimer beadja a lemondását az Atomenergia Bizottság tanácsadói posztjáról. Oppenheimer azt választotta, hogy nem mond le, hanem vállalja a meghallgatást. Ezzel egyidőben Oppenheimer biztonsági minősítését és engedélyeit felfüggesztették. A neghallgatás témáiról (lényegében a vádakról) korábbi munkatársa, Kenneth Nichols (a Manhattan terv korábbi helyettes katonai vezetője, 1954-ben pedig az Atomenergia Bizottság ügyvezetője) értesítette egy levélben.
A meghallgatás 1954. április 12-én vette kezdetét és május 6-án zárult, amikor a bizottság elnöke, Gordon Gray kiadta az összegző jelentést. Az ülések nem voltak nyilvánosak és információk sem szivároghattak ki róla (Gray úgy vezette fel az üléseket, hogy ami ott elhangzik, az szigorúan bizalmas természetű), bár éppen Oppenheimer és ügyvédje Lloyd Garrison szegte ezt meg, amikor konzultáltak a New York Times újságírójával, James Restonnal, aki a meghallgatás második napján cikket jelentetett meg róla a lapban.
A meghallgatás előzetesen összesen 24 pontra, állításra kereste a válaszokat, amelyekből 23 foglalkozott Oppenheimer baloldali kapcsolataival és kommunista párti kötődéseivel 1938-46 között az egyetlenegy kivétel pedig a hidrogénbomba kifejlesztése elleni kiállásával foglalkozott. A meghallgatás előrehaladtával és a hidrogénbomba témájától inspirálva egy kissé megváltoztatták a folyamat fókuszait és kicsengését és inkább azt vizsgálták, hogy a háború utáni kormányzati tanácsadói szerepkörében miként működött Oppenheimer. A meghallgatás számos tanút vonultatott fel, akik mellette, vagy ellene foglaltak állást. Az ellene tanúskodók között volt Leslie Groves tábornok, aki a vallomása végén azt a következtetést vonta le, hogy az 1954-ben érvényben levő szabályok szerint „nem adta volna meg Dr. Oppenheimernek a biztonsági engedélyt”. Ugyancsak az ellene vallók között volt David Riggs a Légierő vezető tudósa, akinek – a bombázást kivitelező haderőneménél fogva – nagy szerepe volt a Manhattan tervben, és akiről fizikustársai azt mondták később, hogy ő lett „Júdás, aki elárulta Istenét”. Ugyanakkor a top tudósok – Enrico Fermi, Isidor Isaac Rabi, Hans Bethe, John J. McCloy, James B. Conant és Vannevar Bush – mind mellette foglaltak állást. És volt egy harmadik csoport is, akik inkább kimaradtak volna az ügyből. Egyikük Ernest Lawrence volt, aki betegségére hivatkozva végül távol maradt a meghallgatásról, igaz közvetett csatornákon keresztül eljutott a véleménye oda, amely úgy hangzott, hogy „soha nem kéne újra a politikai formálásával foglalkoznia”. A másik hasonlóan húzódozó szereplő Teller Ede volt, aki szerint egyáltalán nem elfogadható Oppenheimert perbe fogni, de meggyőzték róla, hogy tanúskodnia kell. Teller végül amolyan semmilyen vallomást tett, miszerint Oppenheimer „lojális volt az Egyesült Államokhoz, de az esetek nagy számában úgy láttam cselekedni Dr. Oppenheimert – vagy ahogy én értettem, hogy hogyan cselekedett – amely módon csak kivételesen nehezen értettem meg”.
Oppenheimer biztonsági jogosultságainak megvonásáról végül a meghallgatás végén 2 az 1 arányban döntött a testület és ezt a döntést 1954. május 27-én hozták meg és írták meg Kenneth Nicholsnak. Az indoklás messzemenően politikus volt: „nincs rá bizonyíték, hogy valaha tagja volt a [Kommunista] pártnak, legalábbis a szónak a legszorosabb értelmében...és arra jutottunk, hogy ő egy lojális állampolgár...aki nagy fokú diszkréciót tanúsított, és egy szokatlan képességről tett tanúbizonyságot, hogy magában tartson titkokat...ugyanakkor elnyomás, vagy legalábbis befolyás alatt volt viselkedésében, mint vezető egy évekig tartó időszakban”. Az enyhe összegzés mellett azonban a részletes indoklásban komolyabb tételek is voltak, például, hogy a Chevalier incidenst részéről való kezelése messze meg nem engedhető formában zajlott és hogy a H-bomba elleni ellenvetései sokakat befolyásoltak negatív irányban, ami az ország érdekei ellen volt. És végül az ítélet: a többségi véleménye szerint a „biztonsági jogosultságainak visszaállítása nem javasolt”.
1954 júniusában az AEC ugyan kiadta a meghallgatás jegyzőkönyvének szerkesztett változatát, de a biztonsági minősített információkra hivatkozva törléssekkel. Hatvan évvel később az amerikai Energiaügyi Minisztérium – tkp. Oppenheimer rehabilitációjának előkészületeként – újra felülvizsgálta az eredeti átiratot, és az a döntés született, hogy elérhetővé teszik a nyilvánosság számára a meghallgatások átiratának teljes szövegét, az eredeti formájában. (Ezen események ill. anyagok részletes feldolgozásán alapul részben Christopher Nolan 2023-as Oppenheimer filmje.)
Oppenheimert ugyan 1963-ban részlegesen rehabilitálták, amikor december 2-án személyesen az amerikai elnök, Lyndon B. Johnson adta át neki az Enrico Fermi-díjat és a vele járó 50 ezer dolláros (adómentes) csekket. De biztonsági jogosultságait soha nem kapta vissza, politikai kirekesztettsége alig csökkent, megalázott és mellőzött emberként halt meg.
2022-ben az energiaügyi miniszter Jennifer Granholm megsemmisítette az 1954-es elítélő határozatot, ezzel teljesen rehabilitálva Oppenheimert.

## Utolsó évei
Oppenheimer karrierjében, de életében is nagy törést jelentett a biztonsági jogosítványainak megvonása, amely egyet jelentett azzal, hogy egy sor munkáját nem folytathatta. Szerencse volt a szerencsétlenségben, hogy a biztos megélhetést biztosító igazgatói állását a Fejlett Tudományok Intézetében, Princetonban megtarthatta. De mintegy varázsütésre partvonalra került és érdemi munkát nem végezhetett, a korábbi pezsgő tudományos és politikai részvétele megszűnt. A meghallgatás utántól hosszú hónapokra elvonult a világtól, és az idejét az Amerikai Virgin-szigeteken, St. John-on töltötte. 1957-ben aztán vásárolt egy közel 1 hektáros telket Gibney Beach-en, ahol egy spártai lakot is épített. Ideje nagy részét vitorlázással töltötte lányával és feleségével.
A biztonsági jogosultságai megvonását követően a nyilvános megjelenései száma jelentősen megritkult. Az első ilyen eseményre a Columbia Egyetem bicentenáriumi rádióműsorában elmondott Előrehaladás a művészetekben és a tudományokban című előadása volt, amelyben a tudománynak a modern világban betöltött szerepéről szóló filozófiáját és gondolatait osztotta meg a hallgatósággal (igaz már két évvel korábban, jóval a státusa megváltozása előtt kiválasztották, hogy ő mondja el ennek az előadássorozatnak az utolsó előadását és az egyetem eltökélt maradt, hogy az eseményeket követően is ragaszkodjon a személyéhez).
1955 februárjában az őt érintő változások kisebb botrányt is kavartak. A Washingtoni Egyetem elnöke Henry Schmitz ekkor visszavonta Oppenheimer meghívását, hogy tartson náluk előadást, amelyet már korábban lekötöttek. Schmitz döntése nagy felhorkanást váltott ki a diákokból és 1200-an írták alá a petíciót, amely tiltakozásukat fejezte ki és nyilvánosan elégették az elnök bábját. Az ügy jogi vitába torkollott, mivel Washington állam betiltotta a Kommunista pártot és minden állami alkalmazottat felesketett az állammal szembeni lojalitásra. Ebbe a képbe Oppenheimer nem fért bele. Oppnheimer korábbi kollégája, Edwin Albrecht Uehling az egyetem szenátusa előtt megtámadta Schmitz döntését, amelyet 56/40 arányban érvénytelenítettek. Később Oppenheimer egy repülőútja során megállt a városban, sőt eljutott az egyetem némely fakultására is, de végül soha nem tartott ott előadást.
A politikai vélemény nyilvánításhoz is ambivalens módon állt hozzá a továbbiakban. Egyre növekvő aggodalommal szemlélte, ahogy a tudományos felfedezések egyben az emberiséget kezdték veszélyeztetni. Ebbéli aggodalmában csatlakozott Albert Einsteinhez, Bertrand Russellhez és Józef Rotblathoz, akik egy terven dolgoztak, amely végül 1960-ban a Művészetek és Tudományok Világakadémiájának megalapításához vezetett. Ugyanakkor nem írta alá az 1950-es évek egyetlen nagyobb nyilvános tiltakozását sem, köztük a Russell–Einstein-manifesztumot sem és nem vett részt az ilyen témájú konferenciákon sem.
Oppenheimer a publikációiban is meglehetősen visszafogott lett. 1955-ben megjelentette a Nyílt elme c. gyűjteményét, amely 8 előadásának anyagát foglalta magában, amelyeket 1946 óta mondott el a nukleáris fegyverek és a populáris kultúra viszonyáról. Oppenheimer ebben elvetette az ún. ágyúnaszád-diplomácia alkalmasságát mondván, „Ennek az országnak nem lehet célja a külpolitika terén, hogy valós és maradandó módon a kényszerrel érje el őket”. 1957-ben a Harvard Egyetem hívta meg Oppenheimert, hogy a „Remény rendje” címen tartson előadást a Willliam James Előadássorozat keretein belül. Bár egyes körök ellenezték ezt, végül 1200-an voltak az azt meghallgatók soraiban. A következő nagyobb megjelenése 1962-ben volt, a McMaster Egyetemen a Whidden Leckék keretében, amelynek anyagát aztán 1964-ben könyv formájában is kiadtak „A Repülő trapéz: három krízis fizikusok számára” címmel.
Ezeken kívül teljesen felhagyva a politikával, előadásait, írásait és bármilyen munkáját a fizika témakörére korlátozta. Európai, majd Japán túrát tett, ahol tudománytörténetről adott elő, a tudomány szerepéről a társadalomban és az univerzum természetéről.
Az őt ért politikai igazságtalanság nyomán egyszer Wernher von Braun azt mondta róla, hogy Nagy-Britanniában lovaggá ütötték volna. Erre a véleményre rímelve 1957-ben Franciaországban a Becsületrend Tisztjévé avatták és 1962. május 3-án a brit Royal Society külső tagjává avatta.

### Enrico Fermi–díj

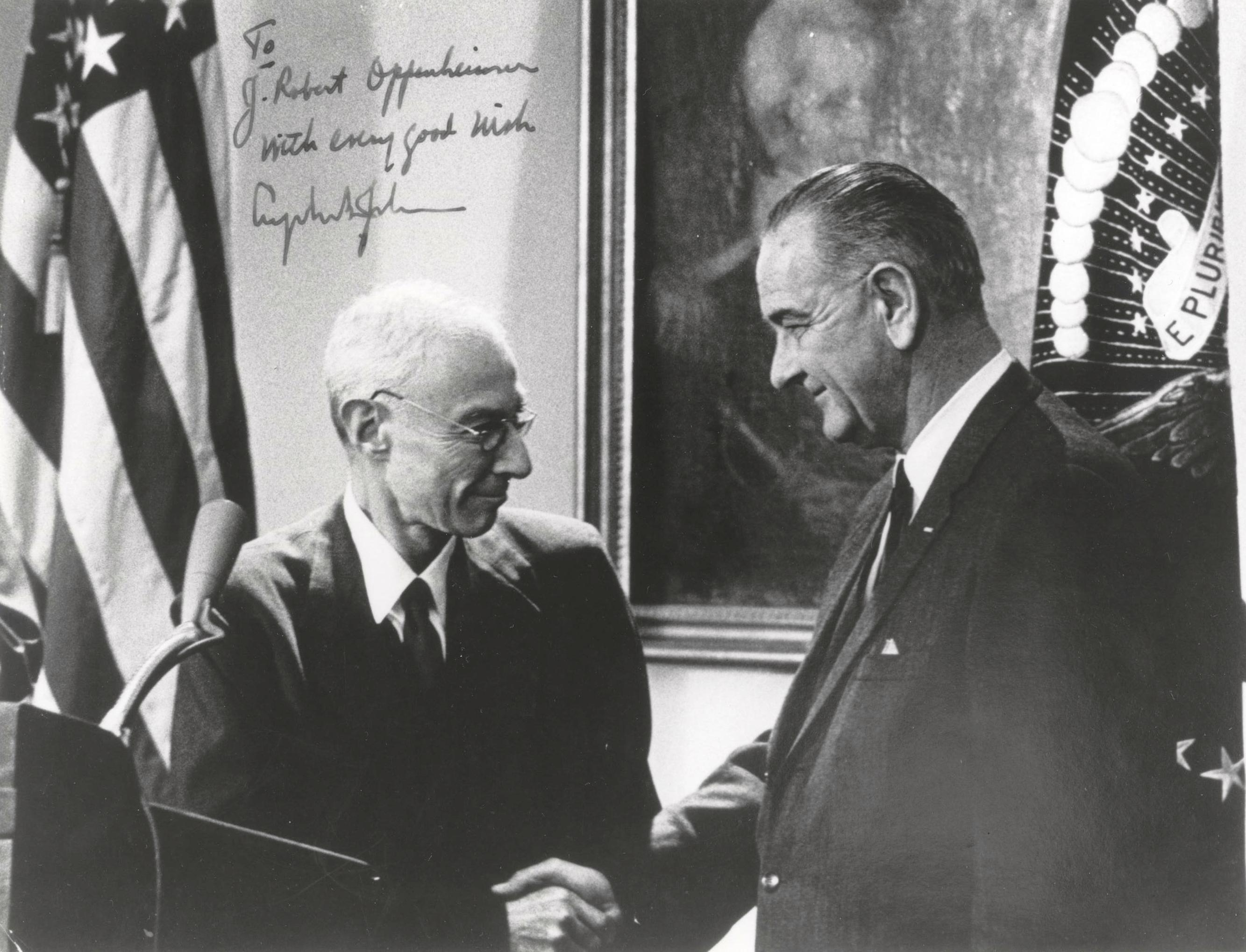
Lyndon B. Johnson elnök átadja az Enrico Fermi-díjat Oppenheimernek 1963-ban

Oppenheimer partvonalra szorításának története később folytatódott politikai vonalon. 1959-ben, a Szenátusban leszavazták Lewis Strauss – Oppenheimer legnagyobb ellenlábasa – kereskedelmi miniszterré való kinevezését (az egyik legprominensebb ellenszavazó John F. Kennedy – akkori – szenátor volt), ezzel lényegében véget vetve Strauss politikai karrierjének. 1962-ben, az immár elnöki székben ülő Kennedy meghívta Oppenheimert, hogy vegyen részt azon az ünnepségen, amelyet a 49. Nobel-díj átadás tiszteletére szerveztek a Fehér Házban. Ezen az eseményen az USA Atomenergia Bizottságának elnöke szívélyesen üdvözölte Oppenheimert és megkérdezte tőle, nem akarna egy újabb biztonsági meghallgatást. Oppenheimer visszautasította a nyilvánvaló rehabilitálására vonatkozó ajánlatot.
A rehabilitálása irányába ható politikai szándékot röviddel ezután, 1963 márciusában is fel lehetett fedezni, amikor az Atomenergia Bizottság Általános Tanácsadó Testülete Oppenheimert jelölte az Enrico Fermi-díjra (az Egyesült Államok elnöke által az energetika területén végzett munkája életműdíjként való elismerésre). Kennedy nem érhette meg sajnos, hogy átadja a díjat az őt ért orvgyilkosság miatt, így a díjat végül Lyndon B. Johnson elnök adhatta át a tudósnak 1963 decemberében „az elméleti fizikához való tanárkénti és ötletgazdakénti, valamint vezetőkénti hozzájárulásáért, amelyet a Los Alamos Laboratóriumban és az atomenergia programban végzett a kritikus években”. Johnson Kennedy legnagyobb cselekedetei egyikének nevezte, hogy aláírta a díj Oppenheimernek adományozását. Oppenheimer válaszában csak ennyit mondott: „Azt hiszen elnök úr, hogy lehetséges hogy a könyörület és a kurázsi vezérelte, hogy ma átadta ezt a díjat”.
Az eseményen részt vett a néhai elnök özvegye, Jackie Kennedy, aki így elmondhatta, hogy férje mennyire akarta, hogy átadja ezt a kitüntetést. Ugyancsak jelen volt az eseményen Teller Ede, aki azt mondta Oppenheimernek, hogy abban a reményben vegye át a kitüntetést, hogy az a kettejük közötti sebet is gyógyítja. És ott volt Henry Smith, aki azt egyetlen volt az 1954-s Atomenergia Bizottsági biztonsági meghallgatáson, aki támogatólag szavazott a tudós mellett. Mindamellett a Kongresszus nem fogadta egyöntetűen pozitívan Oppenheimer kitüntetését, Bourke Hickenlooper szenátor mindössze 8 nappal Kennedy halálát követően hivatalosan tiltakozott a kitüntetés ellen, miközben más republikánus képviselők bojkottálták a ceremóniát. Maga a kitüntetés afféle szimbolikus rehabilitációt jelentett, jogilag azonban nem adta vissza Oppenheimer elvett biztonsági jogosultságait és beleszólási jogát a politikába, viszont együtt járt 50 000 dollárnyi adómentes díjjal.

## Magánélete és politikai nézetei

### Házassága, gyermekei és szerelmi viszonyai

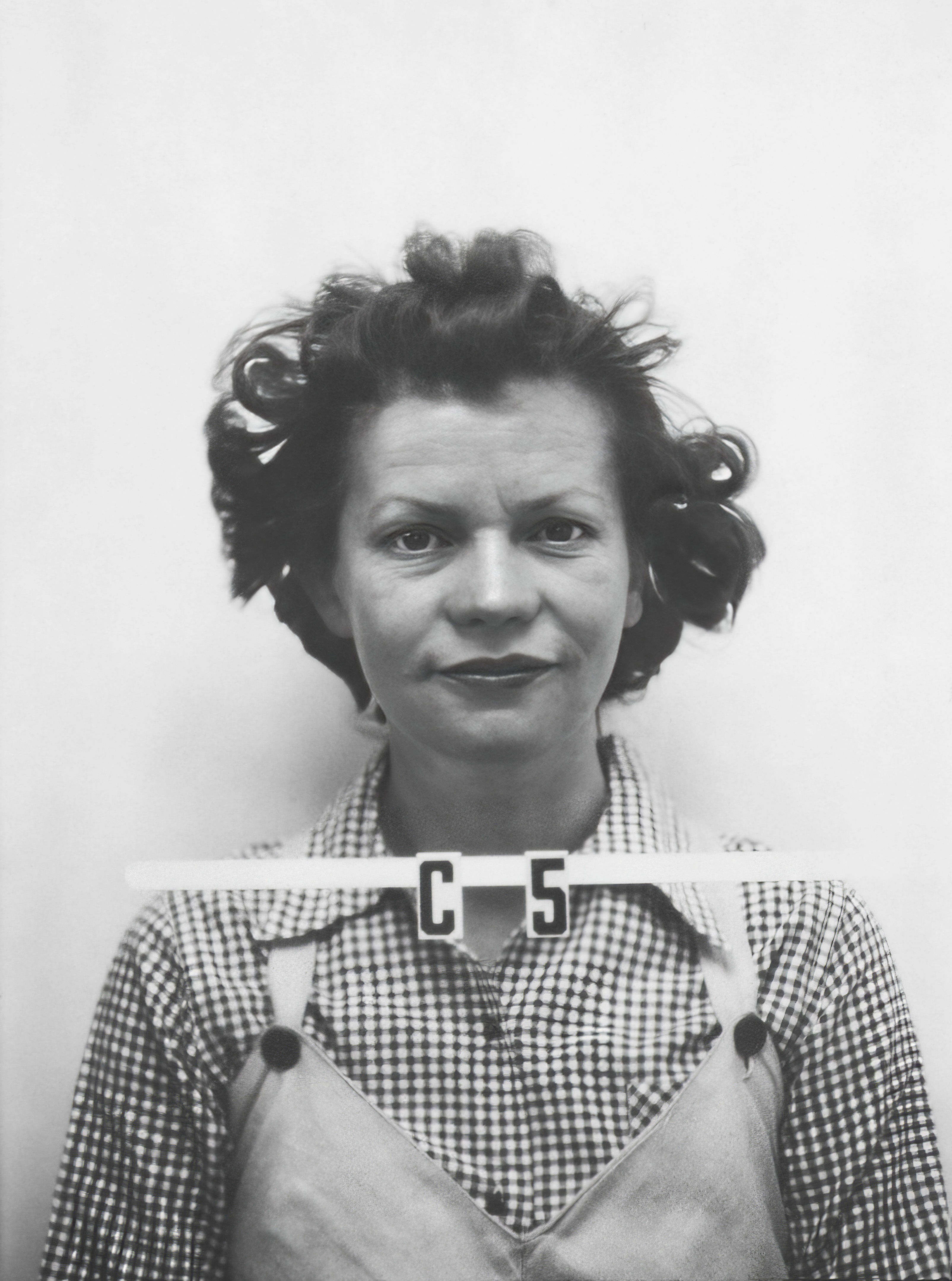
Felesége Katherine „Kitty” Oppenheimer los alamosi belépőkártya fotója

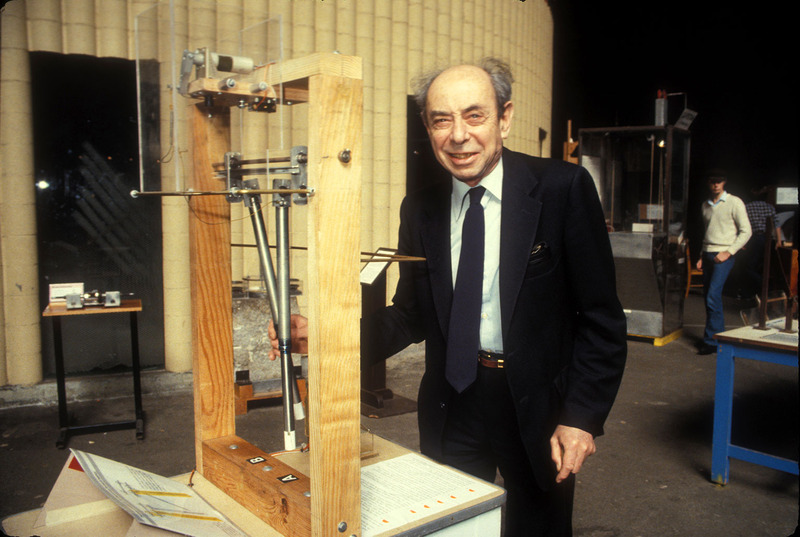
Öccse, Frank

Oppenheimer viszonylag korán, 1931-ben, 27 évesen elvesztette édesanyját, de az esemény közelebb hozta édesapjához, aki bár még mindig New Yorkban élt, sűrűn meglátogatta Kaliforniában. Édesapja sem élt sokáig, 1937-ben ő is meghalt és egy 392 602 dolláros (2024-es értéken több, mint 8 millió dolláros) örökséget hagyva két fiára, Robertre és Frankre, amellyel mindketten viszonylag vagyonos emberré váltak.
Oppenheimer nagyon sokáig csak a hivatásának élt. Az 1920-as években annyira kimaradt a világ dolgaiból, annyira nem informálódott a napi hírekről, hogy csak hat hónappal később, egy Ernest Lawrence-nél tett látogatásakor értesült az 1929-es wall street-i tőzsdekrachról. Visszaemlékezésében azt állította, hogy szavazni sem ment el az elnökválasztásra egészen 1936-ig és csak 1934 után kezdett el a politika és a nemzetközi ügyek iránt érdeklődni. 1934-ben felajánlotta a fizetése 3%-át (kb. 100 dollárt – napjainkban kb. 2200) a németországi zsidó fizikusok kimentésére. Érdeklődése leginkább a baloldali politizálás irányába terelte. 1934-ben részt vett a Nyugati Parti Dokkmunkások Sztrájkján és néhány diákjával, így Melba Phillipe-szel és Serberrel részt is vettek a dokkmunkások nagygyűlésén.
1936-ban szerelmi viszonyt kezdett Jane Tatlockkal, a Berkeley irodalomprofesszorának lányával és a Stanford Egyetem Egészségügyi Iskolájának diákjával. A pár hasonló nézeteket vallott, ez is közös volt bennük. Kapcsolatuk viharos volt és Tatlock 1939-ben szakított Oppenheimerrel. Még ugyanaz év augusztusában a tudós összeismerkedett Katherine „Kitty” Pueninggel, egy radikális Berkeley-s diákkal és kommunistával. Kitty már két házasságon volt túl, az első csak néhány hónapig tartott, a második, amelyik inkább volt élettársi kapcsolat, a férjnek a Spanyol polgárháborúban bekövetkezett halálával ért véget. Miután a férj halála után Kitty hazatért az USA-ba, botanikából szerzett diplomát a Pennsylvaniai Egyetemen. 1938-ban hozzáment Richard Harrison orvos, biológiai kutatóhoz, aki 1939 júniusában a kaliforniai Pasadena-ban kapott állást, egy helyi kórház radiológiai osztályát vezethette, felesége pedig beiratkozott a Kaliforniai Egyetemre. Itt ismerkedett össze Oppenheimerrel és hamarosan jó viszonyt kezdtek ápolni. Kisebb botrányt okozott, amikor egy a Tolman házban tartott party után együtt aludt a nő és a tudós, majd 1940 nyarán Kitty Oppenheimer új-mexikói ranch-án töltöttek együtt hosszabb időt. Amikor a nő rájött, hogy terhes lett, azt kérte Harrisontól, hogy váljanak el, amelyet a férj elfogadott. 1940. november 1-jén rövid úton elváltak a nevadai Renoban, majd Kitty hozzáment Oppenheimerhez.
Két gyermekük született. Az első Peter fiuk, aki 1941 májusában látta meg a napvilágot, míg lányuk Katherine („Toni”) Los Alamosban született 1944. december 7-én. Házassága alatt Oppenheimer felmelegítette kapcsolatát Jane Tatlockkal , amely később témává is vált a biztonsági meghallgatásán Tatlock kommunista kötődései okán. Oppenheimer 1943 júniusában meglátogatta a depresszióban szenvedő Tatlockot és egy éjszakát töltött annak lakásán, amelyet az FBI ügynökei megfigyeltek. Tatlock nem sokkal később, 1944. január 4-én öngyilkosságot követett el, amely Oppenheimert mély gyászba és búskomorságba taszította.
Oppenheimert sokan nagy nőcsábásznak tartották, különösen a kor körülményei között. Ennek egyik bizonyítéka volt, hogy a los alamosi évek alatt egy másik nővel, Ruth Tolman pszichológussal és a barátja, Richard Tolman feleségével is romantikus kapcsolatba került. A viszony csak akkor ért véget, amikor Oppenheimer a Keleti Partra költözött, hogy elfoglalja a Fejlett Tudományok Intézete igazgatói székét. 1948 augusztus, Richard Tolman halála után újra összejöttek és alkalmanként találkozgattak, egészen Ruth 1957-es haláláig. A kapcsolatukról néhány fennmaradt levelükből lehet következtetni, amelyekből Oppenheimer még azokban is úgy szólíthja Ruth-ot, „Szerelmem”, amelyekben nincs szó a kapcsolatukról.

### Politikai kötődése
Oppenheimertől elválaszthatatlan volt baloldali kötődése, amely át- és átitatta sorsát. Az első eset, amikor tetteivel politikai állást foglalt az 1934-es nyugati Parti dokkmunkás sztrájk melletti kiállás volt . Aztán 1936-ban, amikor kitört a Spanyol polgárháború, adománygyűjtést szervezett a Köztársaságiak oldalán. 1939-ben csatlakozott az American Committee for Democracy and Intellectual Freedom (A Demokráciáért és Intellektuális Szabadságért Amerikai Tanácsa) szervezethez, amely a zsidó tudósok németországi üldöztetése ellen emelte fel a szavát. Ez inkább volt liberális, mintsem kommunista mozgalom, ám később, nem lévén platformjuk, szinte az összes liberális mozgalom a kommunizmus irányába fordult és kommunista frontként lépett fel.
Oppenheimer környezetének viszonylag nagy része csatlakozott a kommunista mozgalomhoz az 1930-as és 1940-es évek során, sőt a Kommunista Párt (CPUSA) tagja lett. Így például öccse, Frank Oppenheimer és annak felesége Jackie, szeretője Jane Tatlock, majd felesége, Kitty, de a főbérlője, Mary Ellen Washburn, illetve jónéhány diákja a Berkeleyn. Az, hogy maga Oppenheimer csatlakozott-e tagként a párthoz, máig titok maradt a számos meghallgatás és megfigyelés után is. Egyes források állítják, hogy sohasem csatlakozott felvállaltan és nyíltan, míg mások szerint ugyan titkosan, de tagja volt a pártnak az 1930-as évek végén. 1937 és 1942 között Oppenheimer tagja volt egy ún. „vitacsoportnak” a Berkeley-n, amelyet később Haakon Chevallier és Grodon Griffiths a kommunista párt titkos berkeley-s sejtjeként azonosított.
Az FBI 1940 decemberében kezdte el megfigyelni, amikor részt vett egy kommunista gyűlésen Haakon Chevallier otthonában és a résztvevők a nyomozóhivatal megfigyelése alá kerültek. Ennek nyomán 1941 márciusában aktát is nyitottak Oppenheimerről. Az aktában aztán az FBI feljegyezte, hogy Oppenheimer részt vett az American Civil Liberties Union (Amerikai Civil Szabadság Egyesülés) vezető testületének munkájában, amely akkoriban kommunista szervezetnek számított. Nemsokkal ezután került rá a Custodial Detention Indexé-re (Felügyeleti Letartóztatási Index), ami azt jelentette, hogy egy nemzeti vészhelyzet során a letartóztatandó személyek listájára került.
A háború és a Manhattan terv idején rendkívül fontossá vált a kommunista múltja és ennek alapján a „megbízhatósága”. Leslie Groves inkább abbéli kényszerből, hogy megtalálja a megfelelő embert, aki elvégzi az atombombafejlesztés tudományos részének organizációját, mintsem szilárd meggyőződésből aláírta Oppenheimer biztonsági engedélyét, arra alapozva, hogy a saját biztonsági kérdőívére Oppenheimer azt írta, „csaknem minden kommunista fronti szervezetnek tagja volt a Nyugati parton”, de a Kommunista Pártnak nem (bár évekkel később azt állította, nem emlékszik erre a kijelentésére, és ha volt is ilyen, akkor azt félig-meddig tréfából tehette) . Előfizetője volt a People's World (klb. Népvilág) című lapnak, amely a Kommunista Párt orgánuma volt és az 1954-es meghurcoltatása során azt vallotta, hogy „kapcsolatban voltam a kommunista mozgalmakkal”.
Az 1950-es években ebben is változás állt be nála. Akár a kommunistaüldözések hatására, akár meggyőződésből, de a „Science and Freedom” (Tudomány és Szabadság) konferencia szponzori tanácsában vállalt szerepet, amelyet a Congress for Cultural Freedom (Kongrresszus a kultúrális szabadságért) szervezet hívott életre, amely egy antikommunista kulturális szervezet volt.
Az 1954-es biztonsági meghallgatásán csúcsosodott ki teljesen a politikai nézetei körüli vihar. Oppenheimer ezen azt állította, hogy soha nem volt tagja a Kommuista Pártnak, de úgy azonosította magát, mint „utastárs”, aki intellektuálisan egyetért, sőt akár kooperál egy szervezet céljaiért, de nem tagja a szervezetnek, hogy ne kelljen utasításokat követnie attól. Ugyanakkor életrajz irója szerint a kifejtett erőfeszítései és pénzadományai révén eltökélt támogatója volt a mozgalomnak.

### Miszticizmusa
Oppenheimer szerteágazó érdeklődése néha elkalandozott a fizikától. Kedvelte, amikor egy dolog bonyolult volt és emiatt a tudományos munka könnyűnek tűnt a számára, ezért érdeklődni kezdett a miszticizmus és a rejtélyek iránt. Amikor elhagyta a Harvardot, elkezdett érdeklődni a klasszikus hindu írások iránt angol fordításokon keresztül. Ugyancsak érdekelte a különböző nyelvek elsajátítása, így szanszkritul kezdett tanulni a Berkeley-n, Arthur Ryder professzor kezei alatt 1933-ban. Végül egész irodalmi műveket olvasott eredeti nyelven, mint a Bhagavad-gíta vagy a Meghadūta, és mélyen elgondolkodtatták a művek. Később a Gitát az egyik olyan könyvnek nevezte, amely a leginkább hatással volt filozófiai gondolkodására és azt írta öccsének, hogy a Gita „nagyon könnyű és egészen varázslatos” volt, illetve, hogy ez a „legszebb filozófikus ének, amelyet bármilyen nyelven írtak”. Ezek után több barátjának is ajándékul adott példányokat és egy saját, viseltes példányt tartott mindig az asztalán. Kocsijának is a Garuda nevet adta, aki a mitológia szerint Visnu isten madárszárnyú hátaslova volt.
Soha nem vallotta magát hindunak, nem járt templomba és nem imádkozott istenekhez, de öccse szerint „nagyon megragadta a Bhagavad-gíta bája és bölcsessége”. Egyes feltételezések szerint Oppenheimer hinduizmus, a hindu eszmeiség iránti érdeklődése Niels Bohrral való korai kapcsolata idején kezdődött. Mind ő, mind Bohr nagyon is kritikusan és elemző módon viszonyult a hindu mitológiai történetek és a bennük rejlő metafizika iránt. De amikor egyszer, még a háború előtt David Hawkinsszal, Berkeley-beli tudóstársával megosztotta a gondolatait a görög mitológiáról, azt mondta: „Olvastam a görögöket, de azt hiszem a hinduk mélyebbek”.

## Halála
Oppenheimer 40 éven át volt láncdohányos – Chesterfieldet szívott – és a nukleáris kísérletek során is valószínűleg jelentős radioaktív sugárzás érte. Ennek folyományaként 1965 végén gégerákot diagnosztizáltak nála, majd egy műtét, kemoterápiás és sugárterápiás kezelések ellenére másfél évvel később, 1967. február 18-án álmában elhunyt princetoni házában. Gyászszertartását egy héttel később, az Alexander Hallban tartották a Princeton Egyetem egyik kampuszán. A szertartáson 600 tudományos, politikai, vagy katonai életbeli társa vett részt, köztük Bethe, Groves, Kennan, Lillienthal, Rabi, Smyth és Wigner. Az egész családja is jelen volt, élén Frank öccsével, feleségével Kitty-vel és gyermekeivel. A gyászbeszédeket Bethe, Kennan és Smyth tartotta. Testét elhamvasztották és a hamvakat egy urnába helyezve, Kitty a tengerbe dobta St. John Beach-i házuk előtt, még látótávolságban.

## Öröksége, megjelenése a popkultúrában

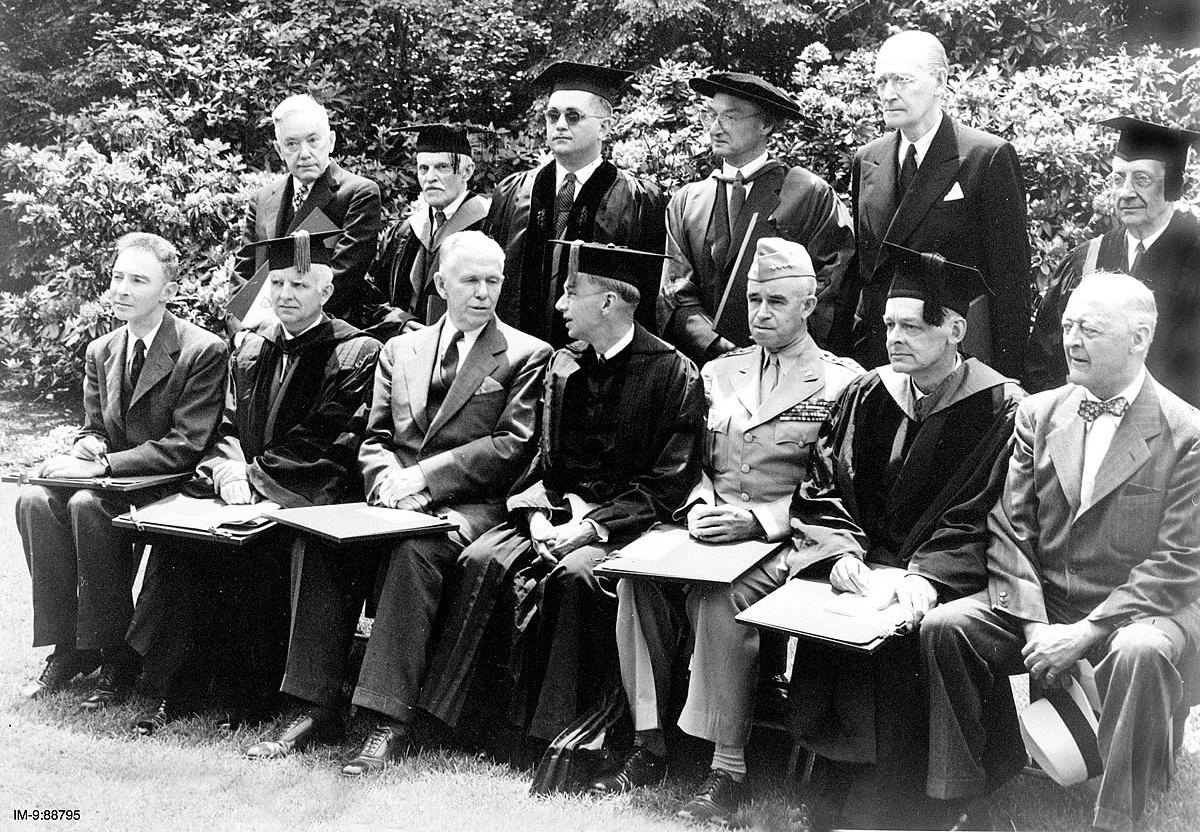
A Harvard tiszteletbeli doktorai 1947-ben (Oppenheimer az ülő sorban balra az első)

Robert Oppenheimer egyike azoknak, akinek a megítélése és annak változásai fontos formálóerővel bírtak a társadalomra. A legnagyobb ezirányú esemény az 1954-es politikai alapú meghurcoltatása volt, amely után szimbólummá vált: a bolond tudósévá, akinek fajtája azt hitte, hogy kontroll alatt tarthatja a saját kutatásainak mások általi felhasználását, vagy azé a dilemmáé, amely a tudomány morális felelősségéről szólt az atomkorban. A meghallgatást politikusok és politikai ellenségek motiválták és egy mély hasadást okozott a nukleáris közösségen belül. Az egyik oldalon állók megszállottan rettegtek a Szovjetuniótól, mint morális ellenségtől és hitték, hogy a legrémisztőbb megtorlást lehetővé tevő legerősebb fegyverek jelenthetik a megoldást, amellyel felvehetik a harcot a fenyegetés ellen. A másik csoport pedig úgy gondolta, hogy a hidrogénbomba kifejlesztése nem fog javítani a Nyugat biztonsági kilátásain és a fegyver nagyobb számú civil lakosság elleni bevetése tömeggyilkosságnak számítana és amellett kampányoltak, hogy a Szovjetunió ellen sokkal rugalmasabban bevethető taktikai atomfegyverekkel kéne felvenni a harcot, ezzel a hagyományos katonai erőket és a fegyverzetkorlátozási megállapodásokat erősítve. Végül az előbbi csoport kerekedett felül a politikai küzdelemben és ezután Oppenheimer (a másik csoport egyik legjelesebb képviselője) vált célpontjukká.
Későbbi megítélését nagyban árnyalják az 1954-es meghallgatásán elmondottak és nem pozitív irányba. Ekkor Oppenheimer számos korábbi kollégája és diákja ellen vallott. Egy bizonyos esetben például Bernard Peters, egy korábbi diákja elleni vallomását szándékosan kiemelve a többi közül kiszivárogtatták a sajtó felé. Történészek úgy értékelik ezt, mint Oppenheimer kísérletét kormányzatbeli kollégái megenyhítésére és talán arra, hogy elterelje a figyelmet saját korábbi baloldali kapcsolatairól és testvéréről. Végül inkább tehertétellé vált az ügy a számára, amikor kiderült, hogy valóban kétségbe vonta Peters lojalitását és azt mondta, hogy a Manhattan tervbe való beajánlása eszetlenség volt, vagy legalábbis megkérdőjelezhető.
A közvéleményben az Oppenheimer biztonsági meghallgatásán történtek a jobboldali militaristák (akiket mondjuk Teller képviselt) és a a baloldali entellektüelek (képviselőjük maga Oppenheimer volt) közötti konfrontáció kicsúcsosodásának számítottak a tömegpusztító fegyverek morális kérdései felett. A történészek és életrajzírók gyakran tekintik ezt Oppenheimer tragédiájának, de sokrétű jelleme nem teszi egyértelmúen ilyen egypólusúvá a képet. Ezt a nézetet McGeorge Bundy akadémikus, nemzetbiztonsági tanácsadó eképpp fejtette ki: „Ha félretesszük Oppenheimer egyedülálló felemelkedését és bukását a presztízs és hatalom terén, a karakterében egészen tragikus dimenziókat figyelhetünk meg, sajátos keverékét a bájnak és a nagyképűségnek, az intelligenciának és a vakságnak, a figyelemnek és az érzéketlenségnek és talán mindenek felett a merészségnek és a fatalizmusnak. A meghallgatáson aztán ezek mind, igaz különböző módokon és irányokból ellene fordultak.”
A főként Oppenheimer ügye által táplált kérdés, azaz a tudósok felelőssége az emberiséggel szemben számos művészeti alkotást inspirált. Így Bertold Brecht drámáját, a Galilei életét 1955-ből, vagy hagyta rajta a nyomát, mint Friedrich Dürrenmatt A fizikus című művén, vagy John Adams Doctor Atomic című 2005-ös operáján (mely utóbbi napjaink Faustjaként ábrázolja Oppenheimert). De még számos további mű is megjelenítette az Oppenheimer dossziét, így például Heinar Kipphardt a J. Robert Oppenheimer ügy c. tévéjátéka, amelyet aztán a Nyugat-Német televízióban való bemutatása után színpadra is állítottak 1964-ben Berlinben és Münchenben. Vagy a finn televízió 1967-es Oppenheimer tapaus (Oppenheimer ügy) című műve, amely a német változaton alapult, csak a Yleisradio átdolgozásában került képernyőre. Oppenheimer látta Kipphardt művét és ellenvéleményt fogalmazott meg vele szemben, amely kettejük közötti levelezéshez vezetett, amelynek nyomán Kipphardt megígérte, hogy változtat a művön, de alapvetően megvédte azt. A mű további életre kelt, amikor 1968-ban bemutatták New Yorkban Joseph Wisemannal a címszerepben. A New York Times színikritkusa, Clive Barnes „dühös és egyszerre partizán darabként” aposztrofálta, amely Oppenheimer mellé áll, de úgy ábrázolja őt, mint „tragikus bolond és géniusz”. Oppenheimer problémásnak találta a személye ábrázolását. Miután bemutatták a darabot Oppenheimer perrel fenyegette meg Kipphardtot, azt állítva, hogy „az ábrázolás ellentmond a történelemnek és az emberek természetének, akik szerepelnek benne”. Később egy interjú során azt mondta a darabról, hogy míg maga a meghallgatás inkább egy komédia volt, a darab szerzője tragédiaként állította be, illetve sérelmezte, hogy míg a darab ezt sugallta, ő sosem bánta meg, hogy a bomba kifejlesztásében részt vett.
A tudós ezek mellett számos életrajz központi figurája. Ezek között van a 2005-ben Kai Bird és Martin J. Shervin tollából megjelent American Prometheus (Amerikai Prométeusz), amely 2006-ban elnyerte a Pulitzer-díjat Életrajz és önéletrajz kategóriában. A BBC 1980-as Oppenheimer című tévésorozata – főszerepben Sam Waterstonnal – 3 BAFTA díjat is besöpört. A szintén 1980-as, A Trinity utáni nap című Oppenheimerről és az atombombáról szóló dokumentumfilm jelölést kapott az Oscar-díjra és bár azt nem nyerte el, megkapta a Peabody-díjat. Oppenheimer életét még más alkotások is feldolgozták, mint például a Fat Man and the Little Boy 1989-ből, amelyben Dwight Schultz formálta meg a karaktert, vagy az ugyanabbókl az évból való The Day One, amelyben David Strathaim játssza a tudóst, vagy a 2015-ös Oppenheimer című színdarab Tom Morton-Smith-tól. A legzajosabb sikert pedig Christopher Nolan 2023-as alkotása az Oppenheimer aratta, főszerepben Cillian Murphyvel.
2004-ben, 100. születésnapja tiszteletére a Berkeley-n egy emlékkonferenciát tartottak egy, az életéről szóló digitális kiállítás mellett. A konferencia eredményeit egy 2005-ös dokumentumban, Oppenheimer újraértékelése: Centenáriumi tanulmányok és reflekciók címmel adták ki és amelyet végül a Kongresszusi Könyvtárban helyeztek el.
Mint tudósra diákjai és kollégái úgy emlékeztek Oppenheimerre, mint briliáns kutató és megnyerő tanár, aki megalapozta a modern elméleti fizikát az Egyesült Államokban. Hans Bethe írta róla, hogy „bárki másnál inkább volt felelős azért, hogy az amerikai elméleti fizikát az európai gyarmati kihelyezett tagozatból világelsővé tegye”. Mivel tudományos érdeklődése gyakran és gyorsan változott, sosem dolgozott elég hosszan ahhoz egy témán, hogy az olyan gyümölcsöt hozzon, ami meghozta volna számára a Nobel-díjat, habár a vizsgálatai hozzájárultak a fekete lyukak elméletéhez, ami talán meghozta volna neki a díjat, ha elég hosszan él hozzá, hogy végül az asztrofizikusok szárba szökkentik az elméletet.
Nevét egy aszteroida is őrzi 2000. január 4. óta, a 67085 Oppenheimer és egy holdkrátert is neveztek el a tiszteletére, Oppenheimer kráter néven 1970-ben.
Oppenheimer vezető egyénisége volt generációjának abban az értelemben is, amikor a második világháború alatt a tudományos kutatók és a katonaság sohasem látott egybefonódása valósult meg. A háború alatt a tudósokat számos katonai kutatásba vonták be egy addig sohasem látott mértékben. Mivel a fasizmus az egész Nyugati civilizációt fenyegette, a legtöbben önként jelentkeztek a Szövetségesek technológiai, szervezési segítségéül, amely olyan eszközök kifejlesztéséhez vezetett, mint a radar, a közelségi gyújtó, vagy az operációkutatás. Oppenheimer élő példája volt annak, hogy egy tudós képzett katonai szervezővé képes válni és már nem azon idea szerint él, hogy egy tudós a fellegekben jár és ezoterikus tudásával olyan dolgokat kutat, mint az atommagok összetétele, amelynek nem létezik a hétköznapok számára hasznos gyakorlati alkalmazása.

## Publikációi
- J. Robert Oppenheimer. Science and the Common Understanding. New York: Simon and Schuster (1954). OCLC 34304713
- J. Robert Oppenheimer. The Open Mind. New York: Simon and Schuster (1955). OCLC 297109
- J. Robert Oppenheimer. The Flying Trapeze: Three Crises for Physicists. London: Oxford University Press (1964). OCLC 592102
- J. Robert Oppenheimer. Oppenheimer. New York: Scribner (1969). OCLC 2729 (posztumusz)
- J. Robert Oppenheimer. Robert Oppenheimer, Letters and Recollections. Cambridge, Massachusetts: Harvard University Press (1980). ISBN 978-0-674-77605-0. OCLC 5946652 (posztumusz)
- J. Robert Oppenheimer. Uncommon Sense. Cambridge, Massachusetts: Birkhäuser Boston (1984). ISBN 978-0-8176-3165-9. OCLC 10458715 (posztumusz)
- J. Robert Oppenheimer. Atom and Void: Essays on Science and Community. Princeton, New Jersey: Princeton University Press (1989). ISBN 978-0-691-08547-0. OCLC 19981106 (posztumusz)

## Fordítás
- Ez a szócikk részben vagy egészben  a   J. Robert Oppenheimer című angol Wikipédia-szócikk ezen változatának fordításán alapul.  Az eredeti cikk szerkesztőit annak laptörténete sorolja fel. Ez a jelzés csupán a megfogalmazás eredetét és a szerzői jogokat jelzi, nem szolgál a cikkben szereplő információk forrásmegjelöléseként.